# Liste der Biografien/Sun
Liste der Biografien |
Portal Biografien |
Personensuche
# |
A |
B |
C |
D |
E |
F |
G |
H |
I |
J |
K |
L |
M |
N |
O |
P |
Q |
R |
S |
T |
U |
V |
W |
X |
Y |
Z |
?
 
Sa |
Sb |
Sc |
Sd |
Se |
Sf |
Sg |
Sh |
Si |
Sj |
Sk |
Sl |
Sm |
Sn |
So |
Sp |
Sq |
Sr |
Ss |
St |
Su |
Sv |
Sw |
Sy |
Sz
 
Sua |
Sub |
Suc |
Sud |
Sue |
Suf |
Sug |
Suh |
Sui |
Suj |
Suk |
Sul |
Sum |
Sun |
Suo |
Sup |
Suq |
Sur |
Sus |
Sut |
Suu |
Suv |
Suw |
Sux |
Suy |
Suz
Die Liste der Biografien führt alle Personen auf, die in der deutschsprachigen Wikipedia einen Artikel haben. Dieses ist eine Teilliste mit 511 Einträgen von Personen, deren Namen mit den Buchstaben „Sun“ beginnt.

## Sun
- Sun Bu’er, chinesische Quanzhen-Daoistin
- Sun Ce (175–200), chinesischer WarlordSun Ce (175–200)

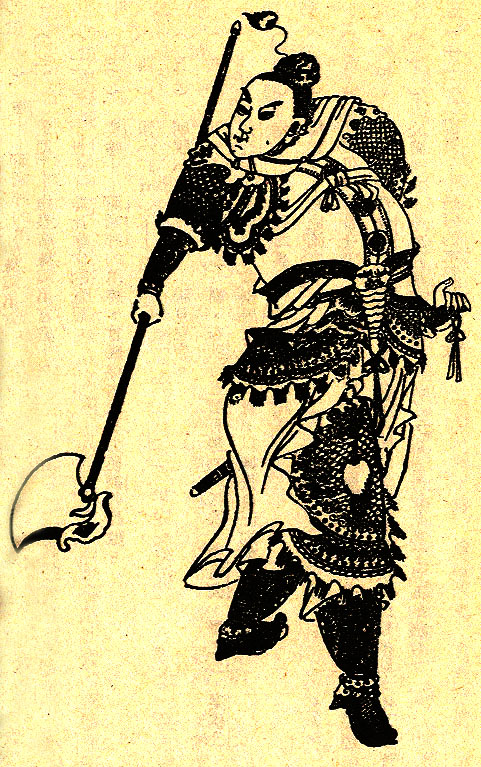
Sun Ce (175–200)

- Sun En († 402), chinesischer Daoist und Anführer eines Aufstandes in der Zeit der Östlichen Jin-Dynastie
- Sun Fuming (* 1974), chinesische Judoka
- Sun Gao, chinesischer General der Wu-Dynastie
- Sun Hao (242–284), Kaiser von China
- Sun Jiajun (* 1996), chinesische Radrennfahrerin
- Sun Jiajun (* 2000), chinesischer Schwimmer
- Sun Jianwei (* 1966), chinesischer Tischtennisspieler
- Sun Jiaqi (* 2004), chinesische BMX-Freestyle-Fahrerin
- Sun Jin (* 1980), chinesische Tischtennisspielerin
- Sun Jun (219–256), Regent der Wu-Dynastie
- Sun Kai, chinesischer General der Wu-Dynastie
- Sun Kuang, vierter Sohn des chinesischen Warlords Sun Jian
- Sun Qian, chinesischer General der Wu-Dynastie
- Sun Qingmei (* 1966), chinesische Fußballspielerin
- Sun Ra (1914–1993), US-amerikanischer Jazzkomponist und JazzmusikerSun Ra (1914–1993)

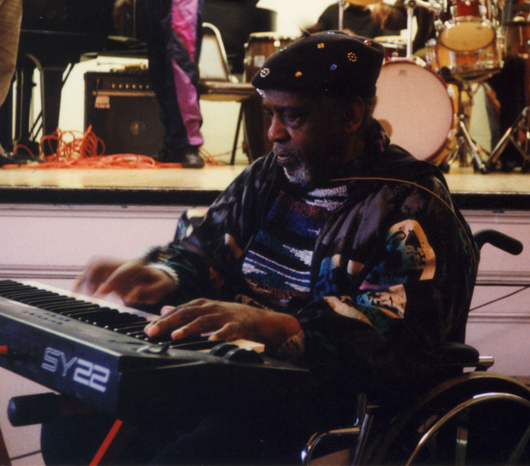
Sun Ra (1914–1993)

- Sun Shaocheng (* 1960), chinesischer Politiker
- Sun Tongxuan (1895–1978), chinesischer Militär
- Sun Yanan (* 1992), chinesische Ringerin
- Sun Yi († 204), Beamter der Wu-Dynastie zur Zeit der Drei Reiche im alten China, Marquis von Danyang
- Sun Yingjie (* 1979), chinesische Langstreckenläuferin
- Sun Yu (177–215), Vetter des ersten Wu-Kaisers Sun Quan
- Sun Yun-suan (1913–2006), taiwanischer Ingenieur und Politiker
- Sun Zehao (* 1995), chinesischer Eishockeytorwart
- Sun Zi, chinesischer Mathematiker
- Sun, Antonio Wenjun (* 1970), chinesischer römisch-katholischer Geistlicher, Bischof von Weifang
- Sun, Baoqi (1867–1931), chinesischer Politiker
- Sun, Beibei (* 1984), singapurische Tischtennisspielerin
- Sun, Ben (172–208), chinesischer General
- Sun, Bin, chinesischer Militärstratege und Verfasser des Werkes „Qi Sunzi“Sun Bin

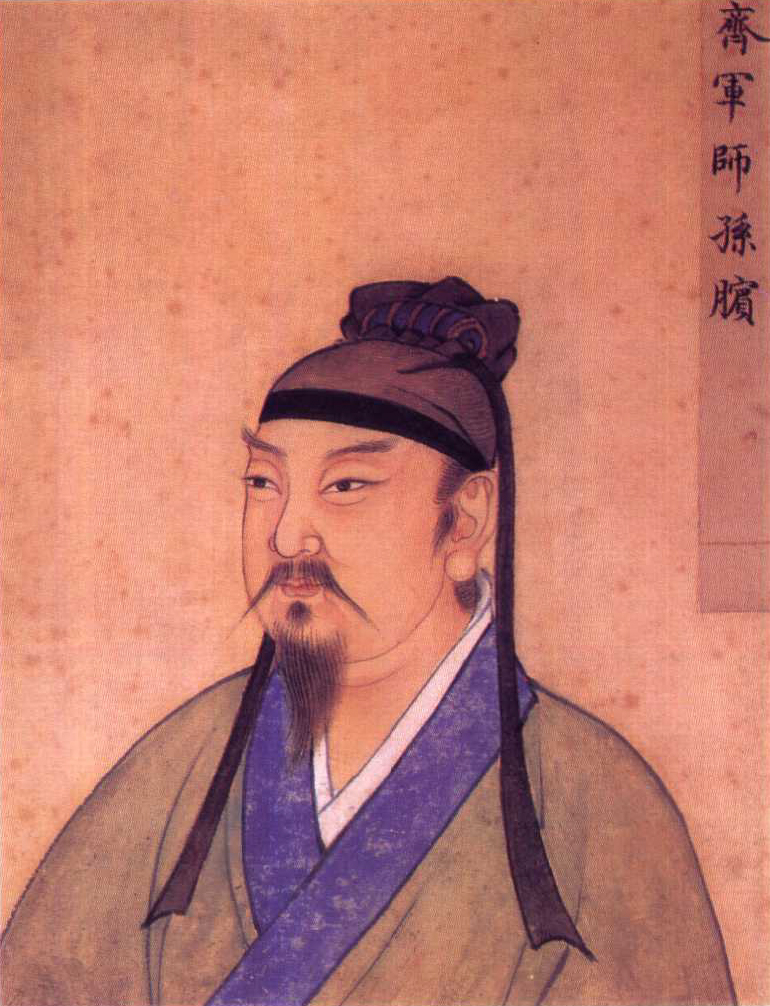
Sun Bin

- Sun, Caiyun (* 1973), chinesische Stabhochspringerin
- Sun, Cheng († 132), Eunuch der Han-Dynastie
- Sun, Chunlan (* 1950), chinesische Politikerin
- Sun, Da-Wen, chinesischer Lebensmittelingenieur
- Sun, Dandan (* 1978), chinesische Shorttrack-Eisschnellläuferin und -Trainerin
- Sun, Daolin (1921–2007), chinesischer Schauspieler und Filmregisseur
- Sun, David (* 1951), taiwanisch-US-amerikanischer Geschäftsmann und Milliardär
- Sun, Dawu (* 1954), chinesischer Schriftsteller, Menschenrechtsaktivist, Unternehmer und Dissident
- Sun, Deng (209–241), chinesischer Kronprinz
- Sun, Fajing (* 1996), chinesischer Tennisspieler
- Sun, Feng († 265), chinesischer Adliger, Mitglied der kaiserlichen Sun-Familie
- Sun, Fengyan (* 1995), chinesische Sprinterin
- Sun, Fu, chinesischer General
- Sun, He (223–253), chinesischer Kronprinz
- Sun, Hongbin (* 1963), chinesischer Unternehmer, Immobilienentwickler und Gründer und Vorsitzender der Sunac China Holdings
- Sun, Hongfeng (* 1984), chinesische Leichtathletin
- Sun, Huan, General der chinesischen Wu-Dynastie
- Sun, Jian (155–191), General der Han-Dynastie
- Sun, Jianguo (* 1952), chinesischer Admiral der Marine der Volksbefreiungsarmee
- Sun, Jiao, dritte Sohn von Sun Jing
- Sun, Jiaxu (* 1999), chinesischer Freestyle-Skisportler
- Sun, Jihai (* 1977), chinesischer Fußballspieler
- Sun, Jing, chinesischer Minister der Wu-Dynastie
- Sun, Joseph Jigen (* 1967), chinesischer römisch-katholischer Geistlicher; Bischof von Taming
- Sun, Joseph Zhibin (1911–2008), katholischer Bischof der Apostolischen Präfektur Iduhsien, China
- Sun, Jun (* 1975), chinesischer Badmintonspieler
- Sun, Junjie (* 1985), chinesischer Badmintonspieler
- Sun, Justin (* 1990), chinesisch-US-amerikanischer Unternehmer und DiplomatJustin Sun (* 1990)

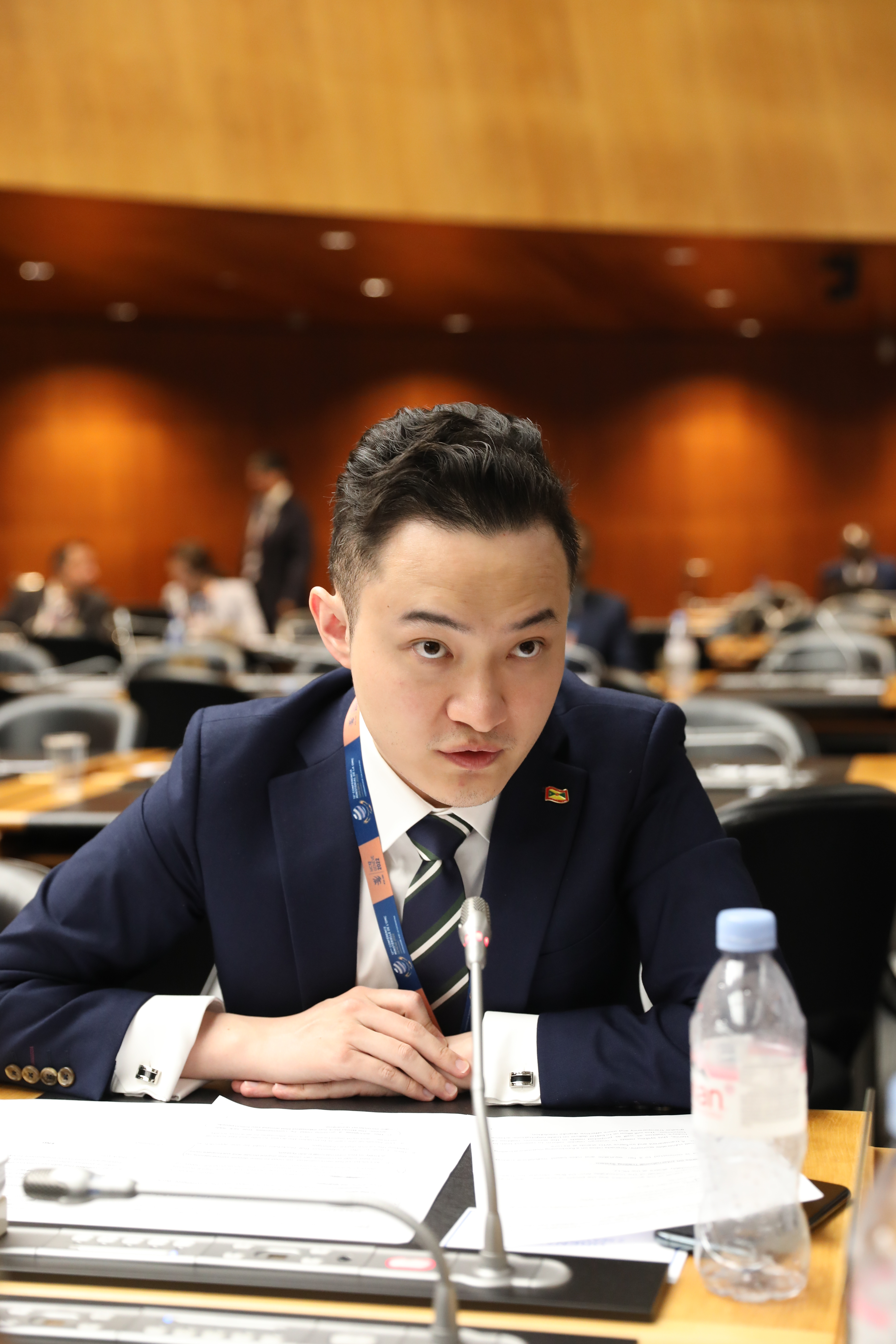
Justin Sun (* 1990)

- Sun, Kevin (* 1991), US-amerikanischer Jazzmusiker (Altsaxophon, Klarinette)
- Sun, Laiyan (* 1957), chinesischer Politiker (Volksrepublik China)
- Sun, Li-jen (1900–1990), chinesischer General der Kuomintang-Armee
- Sun, Liang (243–260), chinesischer Kaiser der Wu-Dynastie, jüngster Sohn Sun Quans
- Sun, Linlin (* 1988), chinesische Shorttrackerin
- Sun, Long (* 2000), chinesischer Shorttracker
- Sun, Longjiang (* 1992), chinesischer Eisschnellläufer
- Sun, Lulu (* 2001), Schweizer TennisspielerinLulu Sun (* 2001)

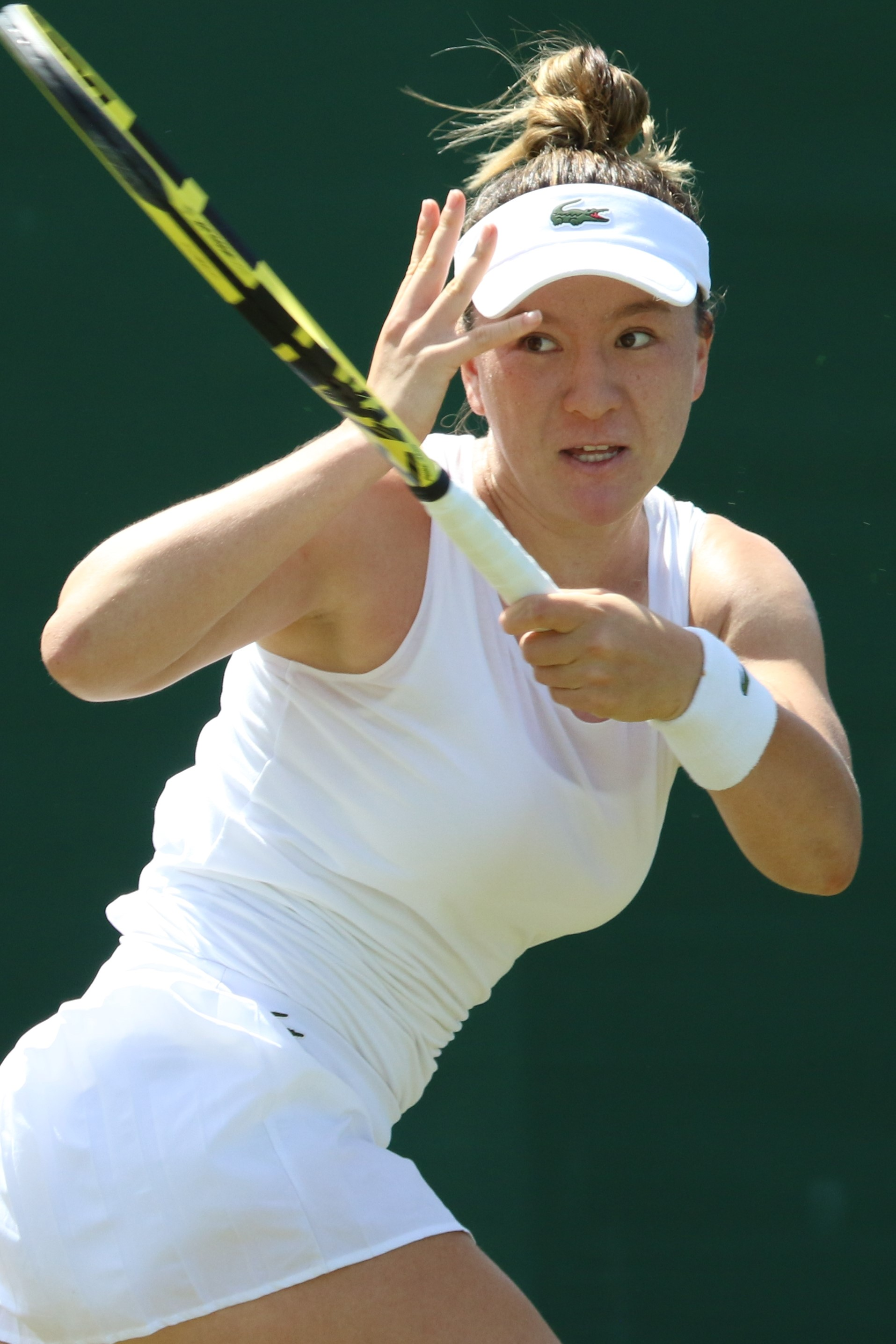
Lulu Sun (* 2001)

- Sun, Lutang (1861–1933), Gründer des Sun-Stils des Taijiquan
- Sun, Man (* 1968), chinesische Badmintonspielerin
- Sun, Mei-ying (1931–1993), chinesische Tischtennisspielerin
- Sun, Mengya (* 2001), chinesische Kanutin
- Sun, Mingyang (* 1999), chinesische Tischtennisspielerin
- Sun, Peng (* 1983), chinesischer Tennisspieler
- Sun, Qihao (* 2000), chinesischer Zehnkämpfer
- Sun, Qinghai (* 1988), chinesischer Skilangläufer
- Sun, Qiuting (* 1985), chinesische Synchronschwimmerin
- Sun, Quan (182–252), erster Kaiser der Wu-DynastieSun Quan (182–252)

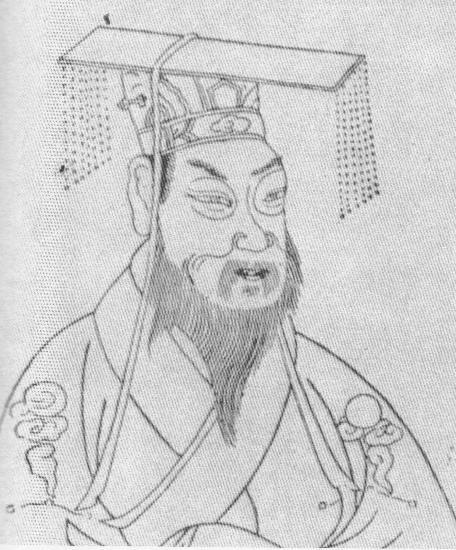
Sun Quan (182–252)

- Sun, Ribo (* 1976), chinesische Biathletin
- Sun, Robin (* 1968), deutscher Sänger, Komponist, Texter und Musikproduzent
- Sun, Rui (* 1978), chinesische Fußballspielerin
- Sun, Rui (* 1982), chinesische Eishockeyspielerin und -trainerin
- Sun, Sarah Maria (* 1978), deutsche Sängerin (Sopran)
- Sun, Shan-shan (* 1973), chinesische Pianistin
- Sun, Shang-Chi (* 1977), taiwanischer Choreograf und Tänzer
- Sun, Shangxiang (* 192), einzige Tochter des chinesischen Warlords Sun Jian und seiner Gemahlin Wu
- Sun, Shao (* 200), Marquis der Wu-Dynastie unter Sun Quan zur Zeit der drei Reiche im alten China
- Sun, Shengnan (* 1987), chinesische Tennisspielerin
- Sun, Shichen (* 1997), chinesischer Diskuswerfer
- Sun, Shuwei (* 1976), chinesischer Wasserspringer
- Sun, Sibei (* 2005), chinesische BMX-Freestyle-Fahrerin
- Sun, Simiao (581–682), chinesischer Arzt und Religionswissenschaftler
- Sun, Song (* 1987), chinesischer Mathematiker
- Sun, Stefanie (* 1978), singapurische Sängerin
- Sun, Taifeng (* 1982), chinesische Diskuswerferin
- Sun, Tammy (* 1985), kanadische Badmintonspielerin
- Sun, Ted (1967–2005), chinesischer Internetunternehmer
- Sun, Tiantian (* 1981), chinesische Tennisspielerin
- Sun, Wanglu (* 1992), chinesischer Schriftsteller
- Sun, Wei (* 1976), chinesischer Baseballspieler
- Sun, Weiwei (* 1985), chinesische Langstreckenläuferin
- Sun, Wen (* 1973), chinesische Fußballspielerin
- Sun, Wensheng (* 1942), chinesischer Politiker (Volksrepublik China), Minister für Land und Ressourcen
- Sun, Wenyan (* 1989), chinesische Synchronschwimmerin
- Sun, Xiang (* 1982), chinesischer Fußballspieler
- Sun, Xingyan (1753–1818), konfuzianischer Gelehrter und Philologe
- Sun, Xiu (235–264), chinesischer Kaiser der Wu-Dynastie
- Sun, Xiulan (* 1961), chinesische Handballspielerin
- Sun, Xuliu (* 1995), chinesische Tennisspielerin
- Sun, Yafang (* 1955), chinesische Ingenieurin und Managerin
- Sun, Yang (* 1991), chinesischer Schwimmer
- Sun, Yat-sen (1866–1925), chinesischer Revolutionsführer und StaatsmannSun Yat-sen (1866–1925)

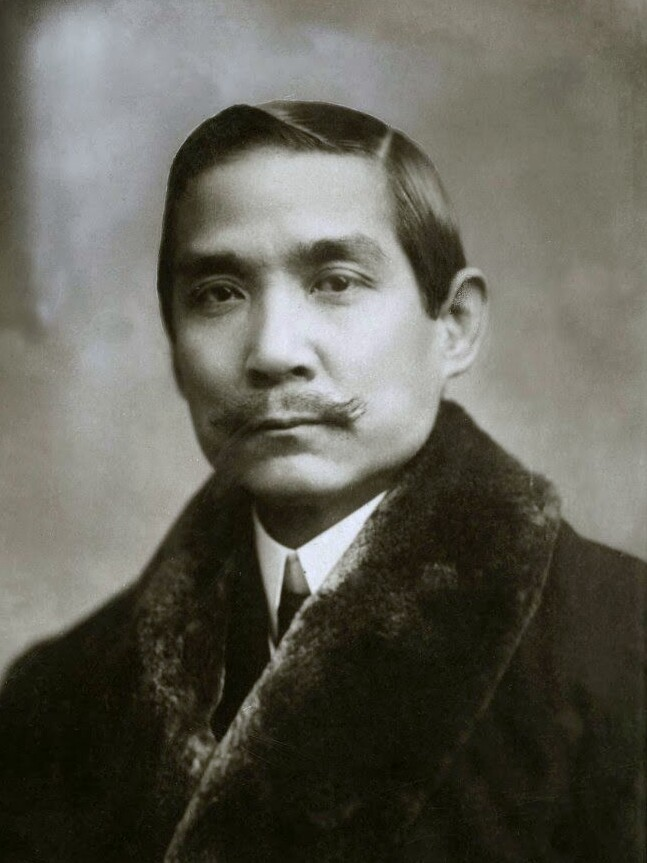
Sun Yat-sen (1866–1925)

- Sun, Yawei (* 1987), chinesische Leichtathletin
- Sun, Yefang (1908–1983), chinesischer Ökonom und Politiker
- Sun, Yi, Beamter und General der Wu-Dynastie zur Zeit der Drei Reiche
- Sun, Yingsha (* 2000), chinesische Tischtennisspielerin
- Sun, Yirang (1848–1908), konfuzianischer Gelehrter und chinesischer Philologe
- Sun, Yiwen (* 1992), chinesische Degenfechterin
- Sun, Yonga (* 1977), deutscher Jazzmusiker (Schlagzeug, Perkussion)
- Sun, Yu (1900–1990), chinesischer Filmregisseur
- Sun, Yu (* 1994), chinesische Badmintonspielerin
- Sun, Yue (* 1985), chinesischer Basketballspieler
- Sun, Yue (* 1986), chinesische Curlerin
- Sun, Yue (* 2001), chinesische Kugelstoßerin
- Sun, Yujie (* 1992), chinesische Degenfechterin und Olympiasiegerin
- Sun, Yunzhu (1897–1979), chinesischer Paläontologe
- Sun, Zezhou (* 1970), chinesischer Elektroingenieur, Chefkonstrukteur der chinesischen Mond- und Marssonden
- Sun, Zhengcai (* 1963), chinesischer PolitikerSun Zhengcai (* 1963)

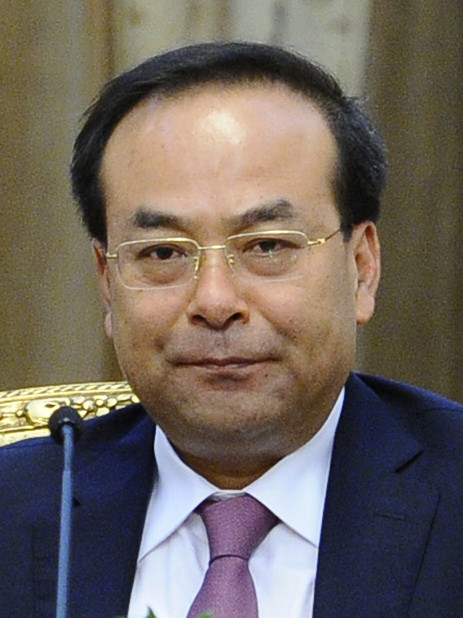
Sun Zhengcai (* 1963)

- Sun, Zhi’an (* 1956), chinesischer Badmintonspieler
- Sun, Zhifeng (* 1991), chinesische Snowboarderin
- Sun, Ziyue (* 1996), chinesische Tennisspielerin

### Suna
- Suna, Suat (* 1975), türkischer Musiker
- Sunada, Seiya (* 2001), japanischer Hindernisläufer
- Sunada, Takahiro (* 1973), japanischer Langstreckenläufer
- Sunada, Toshikazu (* 1948), japanischer Mathematiker
- Sunagawa, Taishi (* 1990), japanischer Fußballspieler
- Sunahara, Yoshinori (* 1969), japanischer DJ und Produzent
- Sunak, Rishi (* 1980), britischer Politiker und PremierministerRishi Sunak (* 1980)

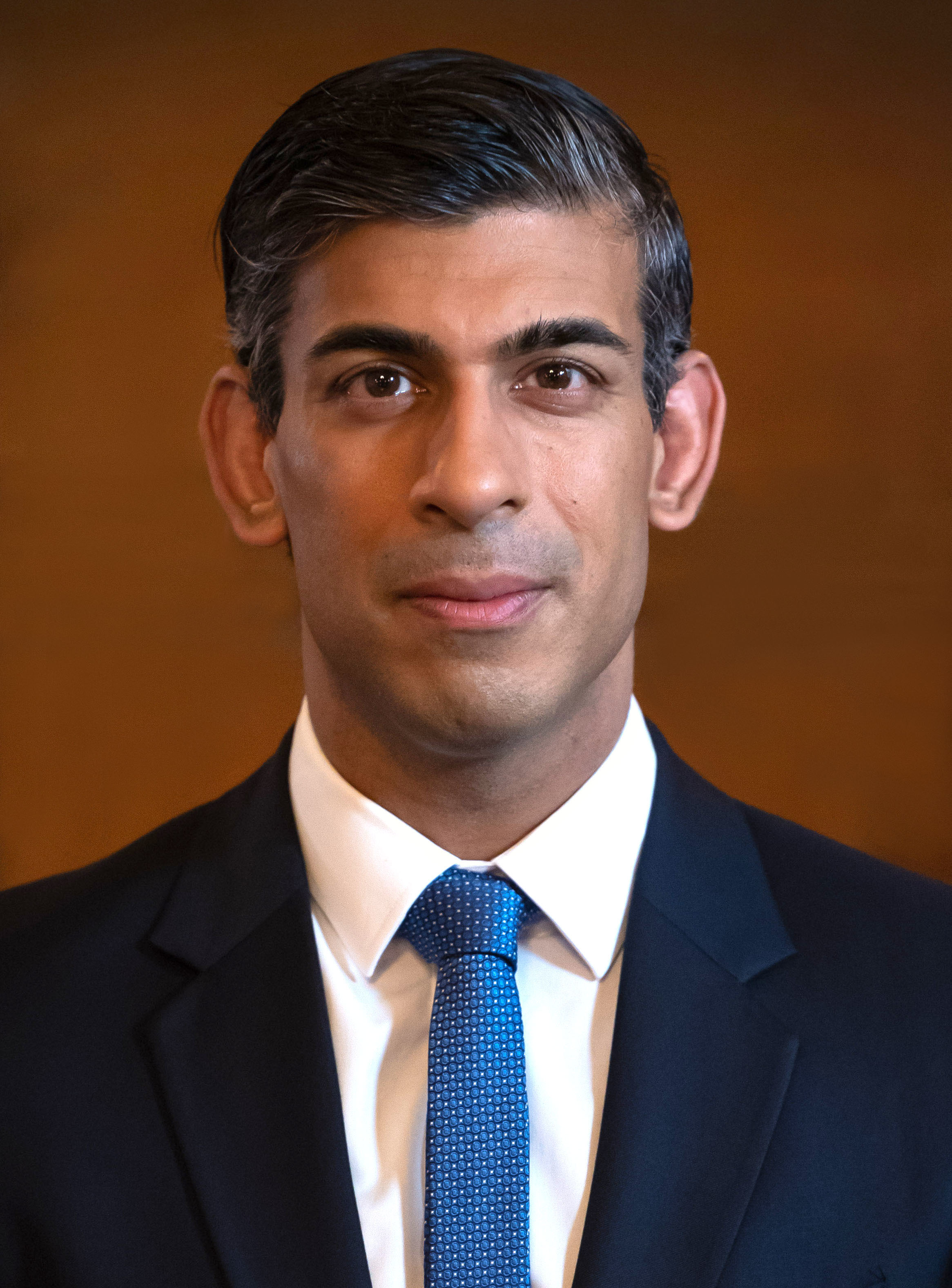
Rishi Sunak (* 1980)

- Sunakawa, Makoto (* 1977), japanischer Fußballspieler
- Sunal, Kemal (1944–2000), türkischer Schauspieler und Drehbuchautor
- Sunami, Kaho (* 1993), japanische Handballspielerin
- Sunamori, Kazuya (* 1990), japanischer Fußballspieler
- Sunandha Kumariratana (1860–1880), Königin von Siam
- Sunang, Marestella (* 1981), philippinische Weitspringerin
- Sunanta Kangvalkulkij, thailändische Diplomatin
- Sunar, Yam Sajan (* 1992), nepalesischer Sprinter
- Sunarko, Adrianus (* 1966), indonesischer Ordensgeistlicher, römisch-katholischer Bischof von Pangkal-Pinang
- Sunarko, Julianus Kemo (1941–2020), indonesischer Geistlicher und römisch-katholischer Bischof von Purwokerto
- Sunat, Şenol (* 1956), türkische Politikerin, Parlamentsabgeordnete der MHP und Vorsitzende der Frauenorganisation des Türk Ocağı
- Sunay, Cevdet (1899–1982), türkischer Offizier und Politiker

### Sunb
- Sünbülzade Vehbi († 1809), osmanischer Dichter

### Sunc
- Sunchai Chaolaokhwan (* 2000), thailändischer Fußballspieler
- Suncovienė, Ona (* 1957), litauische Politikerin, Mitglied des Seimas

### Sund
- Sund, Håkan (* 1946), schwedischer Pianist, Dirigent und Komponist
- Sund, Horst (1926–2021), deutscher Chemiker, Biochemiker und Hochschullehrer
- Sund, Norbert (* 1959), deutscher Volleyballspieler
- Sund, Olaf (1931–2010), deutscher Politiker (SPD), MdL, MdB, MdA
- Sund, Robert (* 1942), schwedischer Dirigent und Komponist
- Sund, Steven, US-amerikanischer Polizist und Chef der United States Capitol Police
- Sund, Tim (* 1971), deutscher Jazzmusiker (Piano, Komposition)
- Șunda, Aurel (* 1957), rumänischer Fußballspieler und -trainer
- Sundahl, Jonas Erikson (1678–1762), schwedischer Baumeister
- Sundal, Heidi (* 1962), norwegische Handballspielerin
- Sundal, Kristoffer Eriksen (* 2001), norwegischer Skispringer
- Sundal, Olav (1899–1978), norwegischer Turner
- Sundance Kid (* 1867), US-amerikanischer Wildwest-OutlawSundance Kid (* 1867)

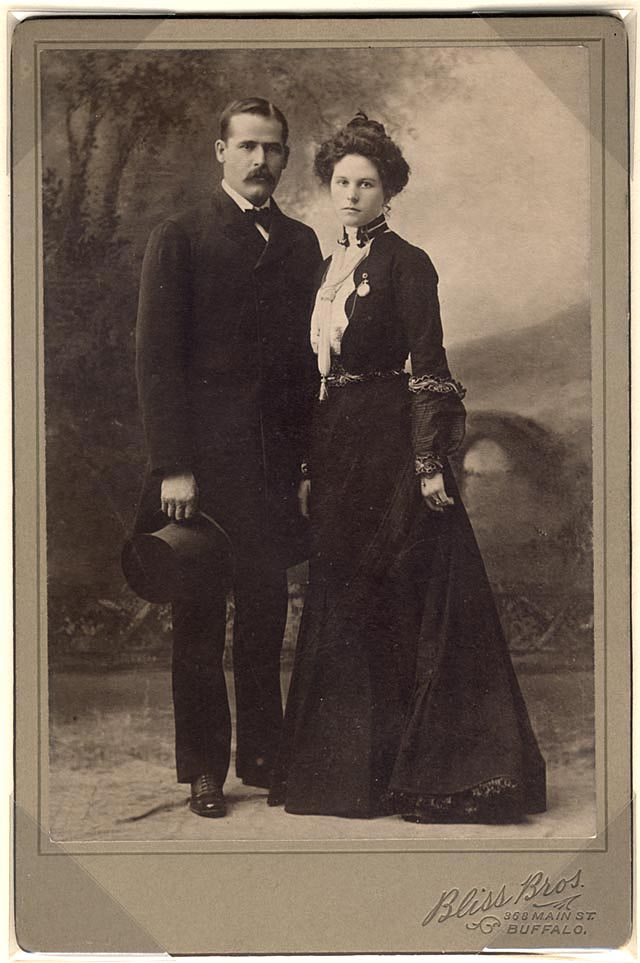
Sundance Kid (* 1867)

- Sundar, Washington (* 1999), indischer Cricketspieler
- Sundaram, Navina (1945–2022), indisch-deutsche Fernsehjournalistin, Redakteurin und FilmemacherinNavina Sundaram (1945–2022)

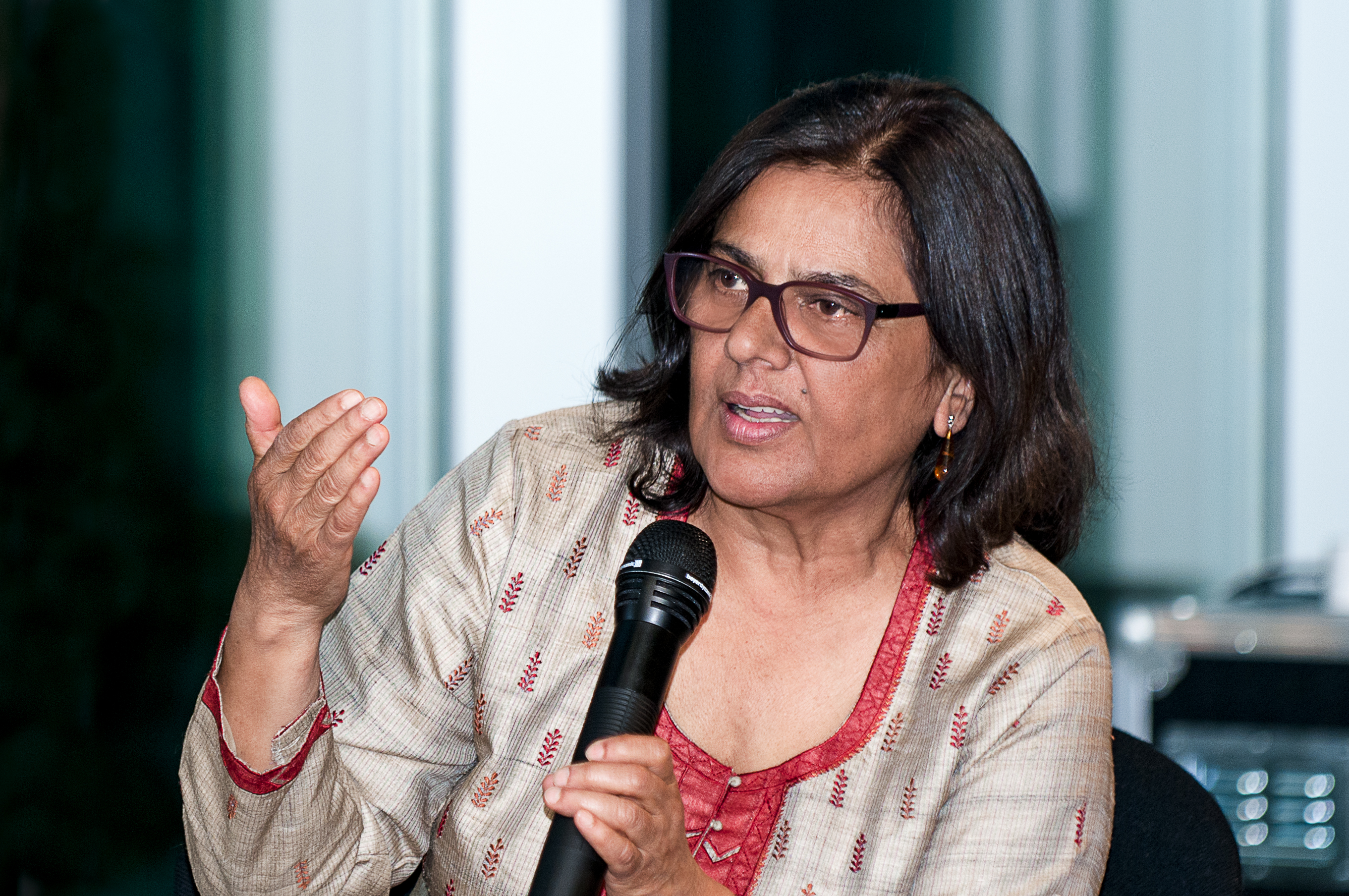
Navina Sundaram (1945–2022)

- Sundaram, Rajarethinam Arokiasamy (1905–1998), indischer Geistlicher, Bischof von Tanjore
- Sundaram, Saraswathi (* 1985), indische Speerwerferin
- Sundaram, Vivan (1943–2023), indischer Künstler
- Sundarji, Krishnaswami (1928–1999), indischer General und Chef des Stabes des Heeres Indiens
- Sundarp, Peter (* 1943), deutscher Filmverleiher und Kinobetreiber
- Sunday (* 1987), südkoreanische Sängerin
- Sunday, Billy (1862–1935), US-amerikanischer Sportler und presbyterianischer Massenprediger
- Sunday, Esther (* 1992), nigerianische Fußballspielerin
- Sunday, Ibrahim (* 1944), ghanaischer Fußballspieler und -trainer
- Sunday, Israel Okon (* 2006), nigerianischer Sprinter
- Sunday, Joy (* 1996), US-amerikanische Schauspielerin
- Sunday, Oriola (* 2003), nigerianischer Fußballspieler
- Sunday, Uchechi (* 1994), nigerianische Fußballspielerin
- Sundback, Barbro (* 1945), åländische Politikerin
- Sundbäck, Gideon (1880–1954), schwedischer ErfinderGideon Sundbäck (1880–1954)

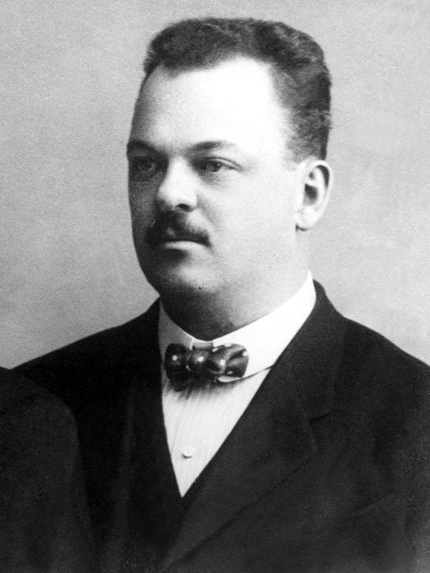
Gideon Sundbäck (1880–1954)

- Sundberg, Albert C. (1921–2006), US-amerikanischer Neutestamentler
- Sundberg, Alexander (* 1981), dänischer Eishockeyspieler
- Sundberg, Anton Niklas (1818–1900), schwedischer Theologe, Erzbischof und Politiker, Mitglied des Riksdag
- Sundberg, Christine (1837–1892), schwedische Porträt-, Genre- und Stilllebenmalerin
- Sundberg, Clinton (1903–1987), US-amerikanischer Schauspieler
- Sundberg, Egon (1911–2015), schwedischer Fußballspieler und Musiker
- Sundberg, Harry (1898–1945), schwedischer Fußballspieler
- Sundberg, Jaana (* 1983), finnische Judoka
- Sundberg, Jakob (* 1989), dänischer Fußballschiedsrichter
- Sundberg, Jesper (* 1989), schwedischer Basketballtrainer
- Sundberg, John (1920–2004), schwedischer Sportschütze
- Sundberg, Nina (* 1965), finnische Badmintonspielerin
- Sundberg, Pär (* 1957), schwedischer Schauspieler
- Sundberg, Patrik (* 1975), schwedischer Freestyle-Skisportler
- Sundberg, Richard (* 1992), finnischer Handballspieler
- Sundberg, Swen (* 1974), deutscher Triathlet
- Sundberg, Ulf (1919–1997), schwedischer Forstwissenschaftler
- Sundblad, Eric (1897–1983), schwedischer Sprinter
- Sundblad, Linda (* 1981), schwedische Sängerin
- Sundblad, Niklas (* 1973), schwedischer Eishockeyspieler und -trainerNiklas Sundblad (* 1973)

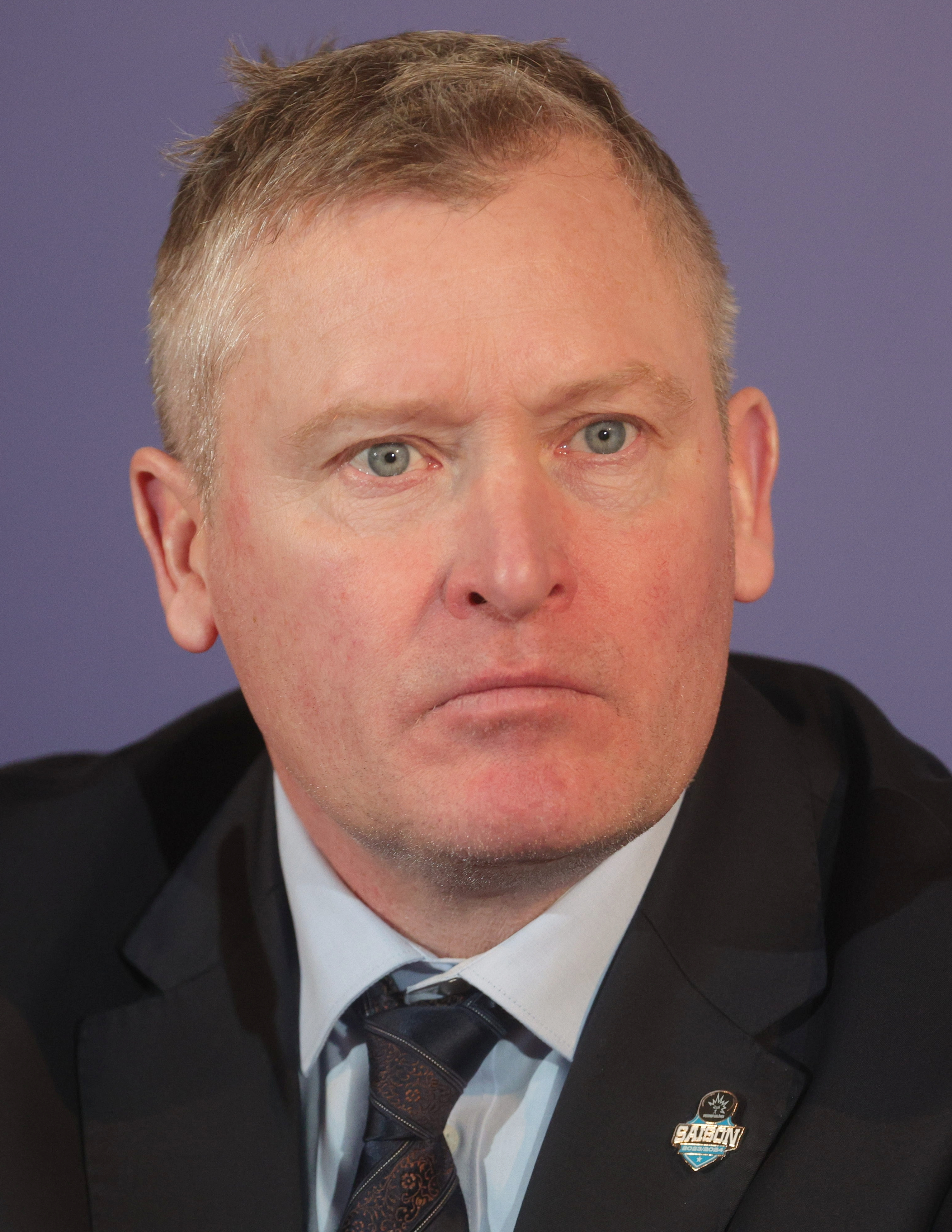
Niklas Sundblad (* 1973)

- Sundblom, Haddon (1899–1976), US-amerikanischer Pin-Up- und Werbe-Zeichner
- Sundbom, Annie Marie (1932–2022), schwedische sozialdemokratische Politikerin, Sozialistin und Diplomatin
- Sundbom, Maria (* 1975), schwedische Schauspielerin
- Sundborg, Solveig (1910–2002), dänische Schauspielerin
- Sundby, Johannes Thor (1830–1894), dänischer Romanist und Italianist
- Sundby, Martin Johnsrud (* 1984), norwegischer Skilangläufer
- Sundby, Olof (1917–1996), schwedischer Erzbischof
- Sundby, Sigrid (1942–1977), norwegische Eisschnellläuferin
- Sundby, Siren (* 1982), norwegische Seglerin, Olympiasiegerin und Weltmeisterin
- Sunde, Arne (1883–1972), norwegischer Politiker, Jurist und Sportschütze
- Sunde, Arnulf (* 1951), norwegischer Eisschnellläufer
- Sunde, Asbjørn (1909–1985), norwegischer Seemann, Kommunist und Widerstandskämpfer gegen den Nationalsozialismus
- Sunde, Hans Nicolai (1823–1864), deutscher Genre- und Porträtmaler
- Sunde, Harald (* 1954), norwegischer General
- Sunde, Helge (* 1965), norwegischer Jazzmusiker und Komponist
- Sunde, Olav (1903–1985), norwegischer Leichtathlet
- Sunde, Peter (* 1978), schwedischer Unternehmer, Softwareentwickler und IT-ExpertePeter Sunde (* 1978)

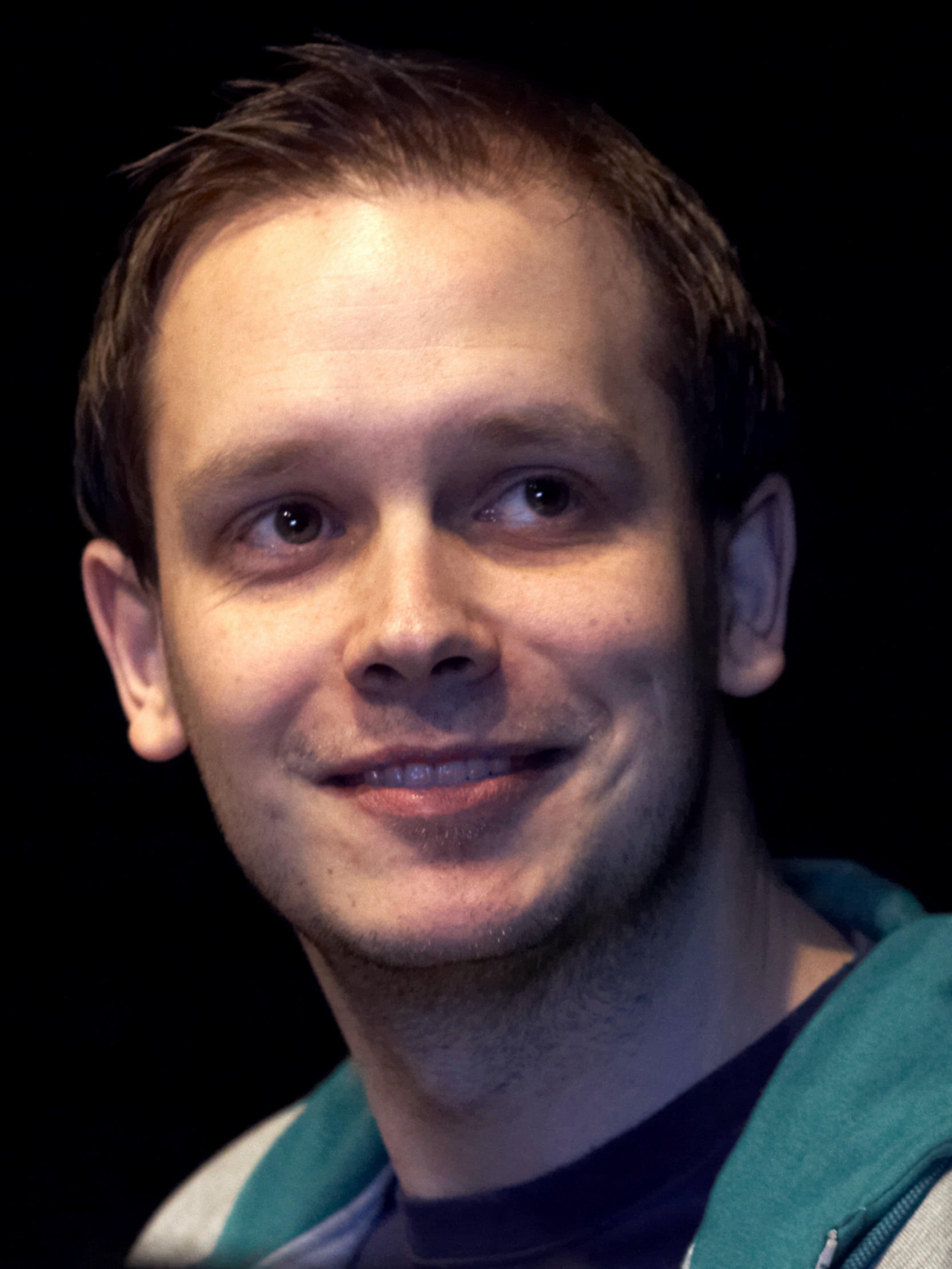
Peter Sunde (* 1978)

- Sunde, Siri (* 1958), norwegische Theologin und Pfarrerin
- Sunde, Torbjørn (* 1954), norwegischer Posaunist und Komponist des Modern Jazz
- Sunde, Uwe (* 1973), deutscher Ökonom und Hochschullehre
- Sundelewitsch, Aaron Isaakowitsch († 1923), russischer Revolutionär
- Sundelin, Jörgen (* 1945), schwedischer Segler
- Sundelin, Peter (* 1947), schwedischer Segler
- Sundelin, Ulf (* 1943), schwedischer Segler
- Sundén, Hjalmar (1908–1993), schwedischer Theologe und Hochschullehrer, Universitätsprofessor für Religionspsychologie
- Sundén, Rikard (* 1980), schwedischer Gitarrist und MusikproduzentRikard Sundén (* 1980)

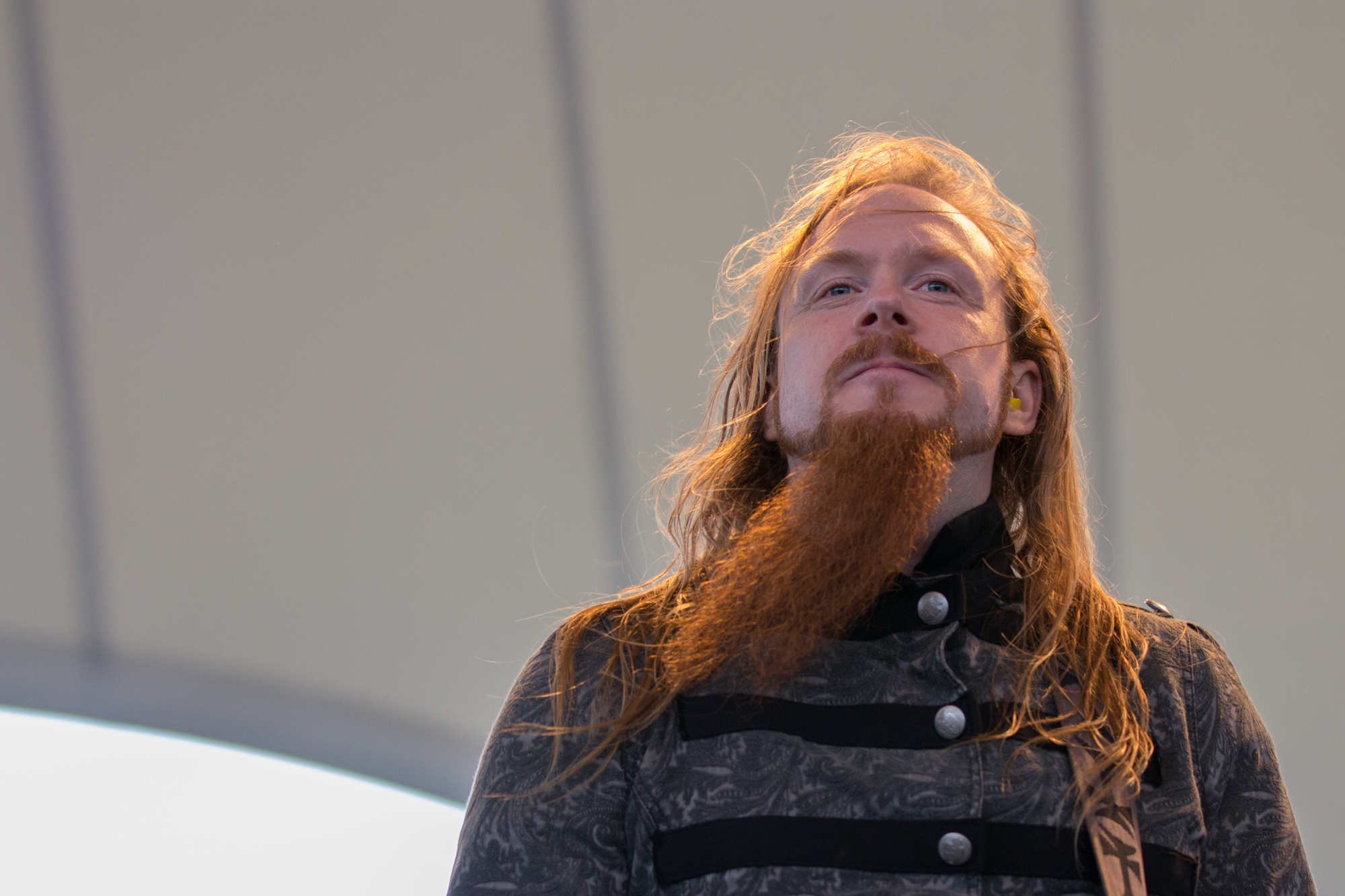
Rikard Sundén (* 1980)

- Sundén-Cullberg, Daniel (1907–1982), schwedischer Segler
- Sunder, Andreas (* 1973), deutscher Politiker (FWG)
- Sünder, Claudia (* 1969), deutsche ehemalige Sprecherin des Berliner Senats
- Sunder, Freddy (1931–2016), belgischer Jazzmusiker
- Sunder, Friedrich (1254–1328), Nonnenseelsorger; Verfasser mystischer Literatur in Engelthal
- Sunder, Heinrich (1908–1987), deutscher römisch-katholischer Geistlicher und Domkapitular in Paderborn
- Sunder, Joseph (* 1989), US-amerikanischer Volleyballspieler
- Sunder, Thomas (* 1957), deutscher Jurist, Richter am Bundesgerichtshof
- Sünder, Thomas (* 1975), deutscher Buchautor
- Sunder-Plassmann, Andrea (* 1959), deutsche Künstlerin und Hochschullehrerin
- Sunder-Plassmann, Anton (1860–1931), deutscher Architekt und Bauunternehmer
- Sunder-Plassmann, Ludger (1915–2000), deutscher Architekt
- Sunder-Plassmann, Wilhelm (1866–1950), deutscher Architekt und Dombaumeister
- Sünderhauf, Ernst (1908–1974), deutscher Politiker (SPD)
- Sünderhauf, Hans (1929–2009), deutscher Maler, Grafiker und Bildhauer
- Sünderhauf, Johann Ehrhardt (1817–1890), deutscher Politiker, MdL Sachsen
- Sünderhauf, Tim, deutscher Historiker, Journalist, Autor und PR-Referent
- Sünderhauf-Kravets, Hildegund, deutsche Juristin
- Sunderland, Abby (* 1993), US-amerikanische Seglerin
- Sunderland, Alan (* 1953), englischer Fußballspieler
- Sunderland, Jennifer (* 1954), australische Turnerin
- Sunderland, Kendra (* 1995), US-amerikanische PornodarstellerinKendra Sunderland (* 1995)

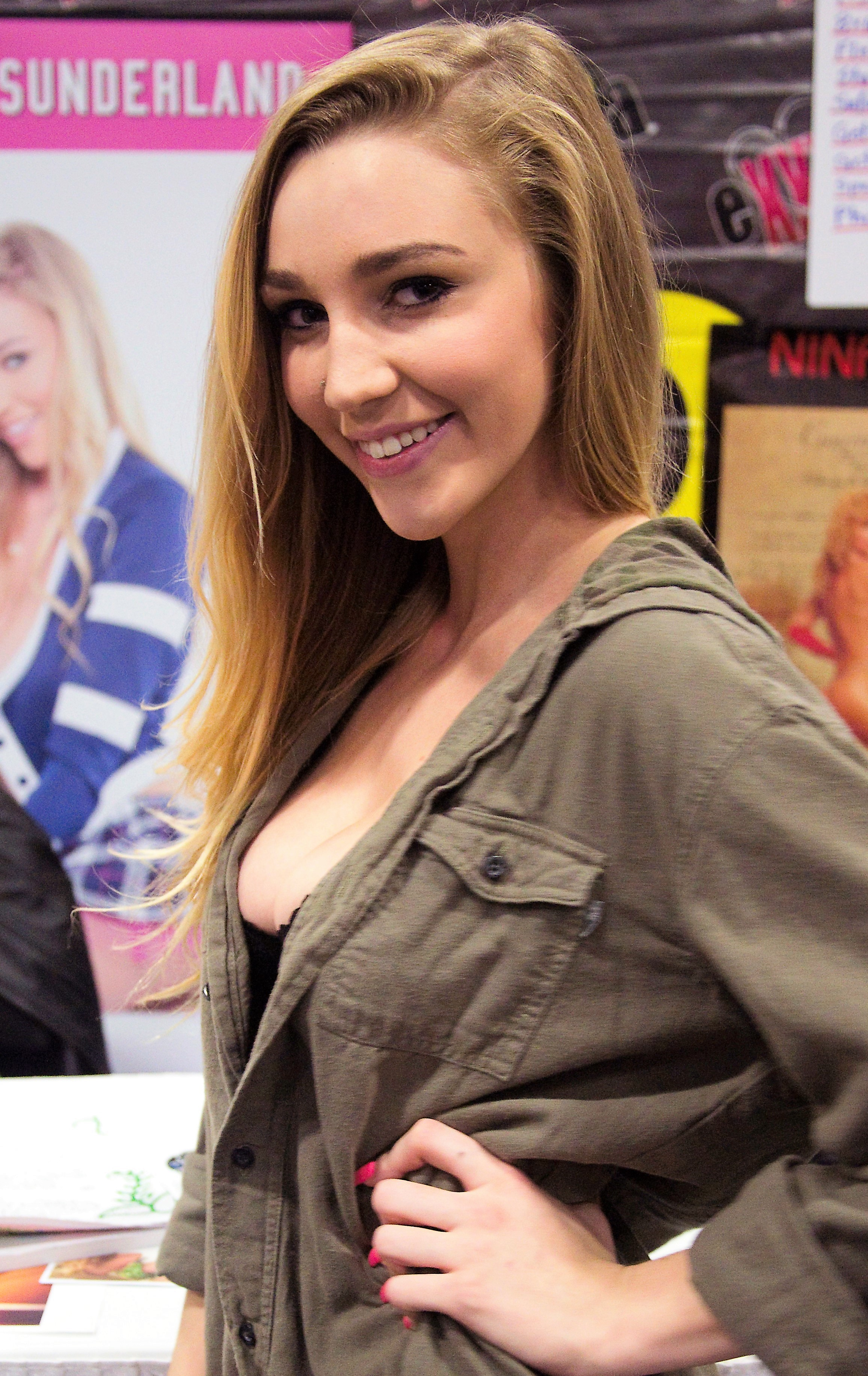
Kendra Sunderland (* 1995)

- Sunderland, Sam (* 1989), britischer Motorradrennfahrer
- Sunderland, Scott (* 1966), australischer Radrennfahrer
- Sunderland, Scott (* 1988), australischer Radrennfahrer
- Sunderland, Zac (* 1991), US-amerikanischer Segler
- Sündermahler, Franz Gallus (1755–1840), deutscher Jurist und Beamter
- Sündermahler, Johann Jakob Joseph (1712–1775), deutscher Rechtsgelehrter und Hochschullehrer
- Sundermann, August (1907–1994), deutscher Mediziner
- Sundermann, Axel (* 1968), deutscher Fußballspieler
- Sundermann, Barbara (* 1971), deutsche Basketballspielerin
- Sundermann, Christian (* 1958), deutscher Politiker (SPD), Staatssekretär in Sachsen-Anhalt und Berlin
- Sundermann, Erich (1908–1993), deutscher Politiker (NSDAP), MdR
- Sundermann, Frank (* 1965), deutscher Politiker (SPD), MdL
- Sündermann, Franz (1864–1946), deutscher Botaniker
- Sundermann, Hans (1924–2002), deutscher Orchideenforscher
- Sundermann, Heinrich (1849–1919), deutscher Missionar
- Sündermann, Helmut (1911–1972), deutscher Journalist und NS-Propagandist, Gründer des rechtsextremen Druffel-Verlags
- Sundermann, Jürgen (1940–2022), deutscher Fußballspieler und FußballtrainerJürgen Sundermann (1940–2022)

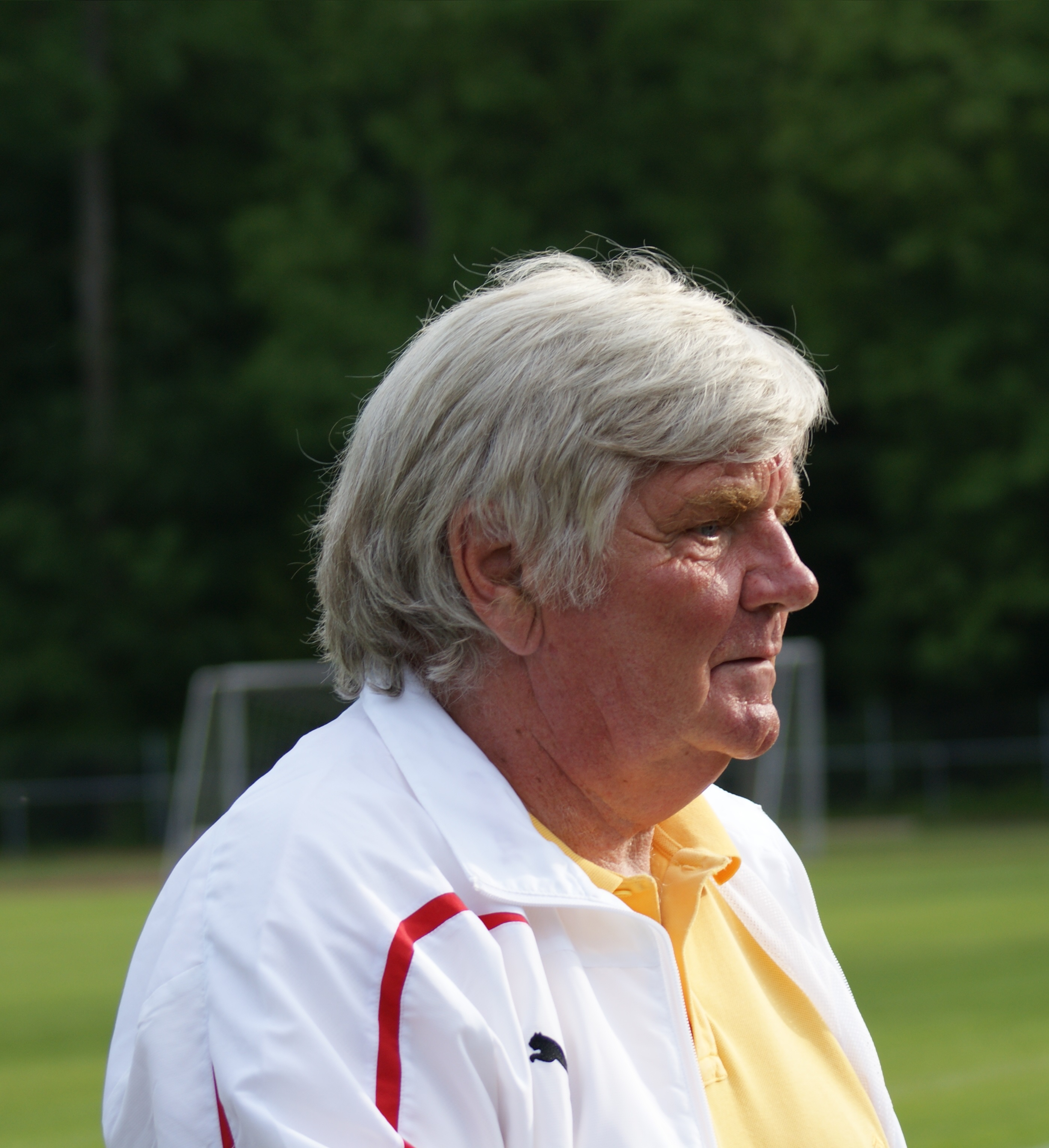
Jürgen Sundermann (1940–2022)

- Sundermann, Jutta (* 1971), deutsche Globalisierungskritikerin
- Sundermann, Karlheinz (1922–1998), deutscher Architekt, nordrhein-westfälischer Baubeamter
- Sundermann, Laura (* 1980), deutsche Schauspielerin
- Sundermann, Malte (* 1983), deutscher Schauspieler
- Sündermann, Marlon (* 1998), deutscher Fußballspieler
- Sundermann, Monika (* 1946), deutsche FernsehassistentinMonika Sundermann (* 1946)

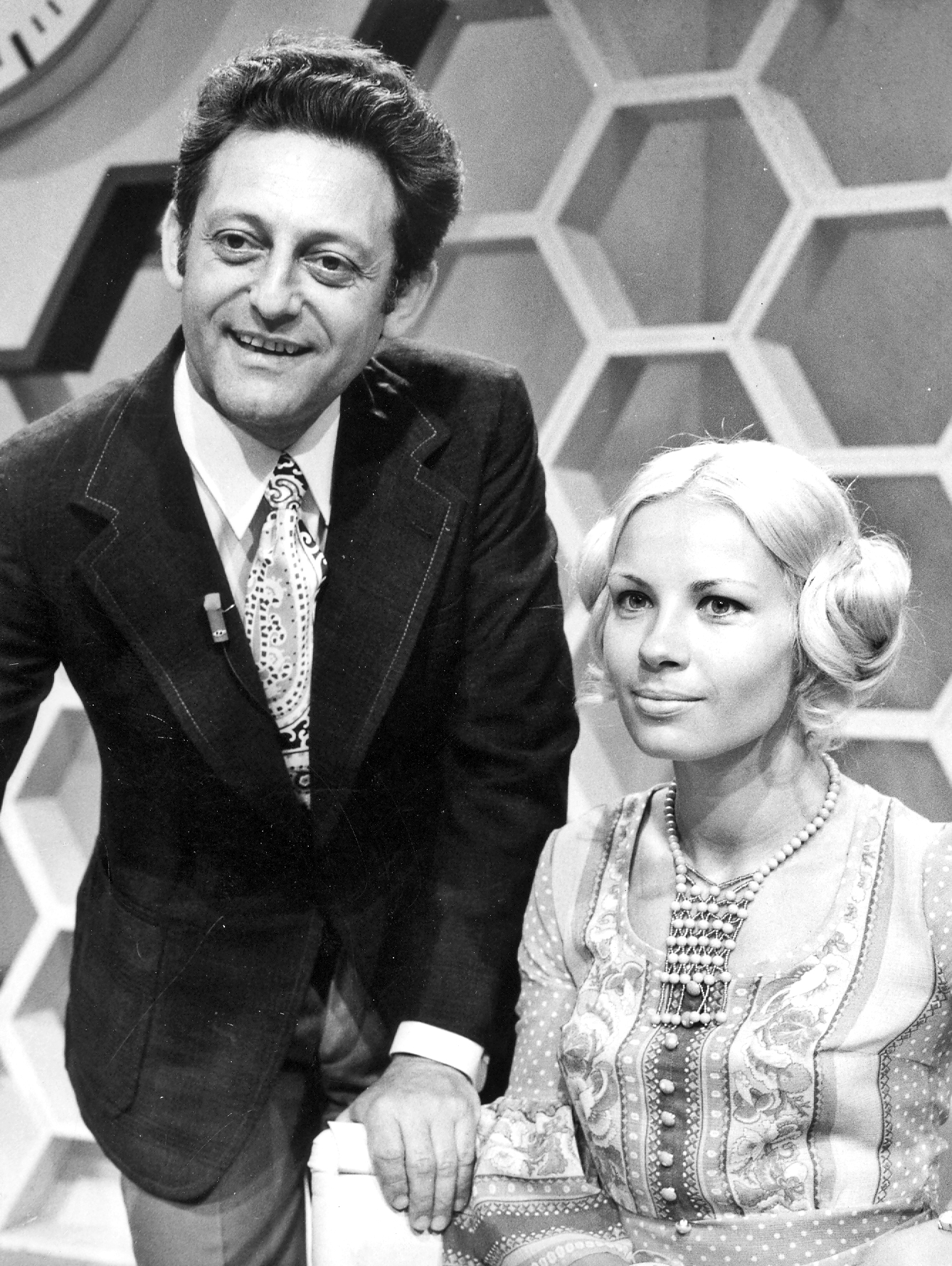
Monika Sundermann (* 1946)

- Sundermann, Werner (1935–2012), deutscher Iranist
- Sundermeier, Ilona (* 1951), deutsche Handballspielerin
- Sundermeier, Jörg (* 1970), deutscher Journalist und Verleger
- Sundermeier, Matthias (* 1973), deutscher Bauingenieur und Professor für Bauwirtschaft und Baubetrieb an der TU Berlin
- Sundermeier, Theo (* 1935), deutscher evangelischer Theologe
- Sundermeyer, Jörg (* 1959), deutscher Chemiker und Hochschullehrer
- Sundermeyer, Olaf (* 1973), deutscher Journalist und Publizist
- Sundermeyer, Walther (1900–1977), deutscher Verwaltungsjurist und Landrat
- Sundermeyer, Wolfgang (* 1928), deutscher Chemiker und Emeritus für Anorganische Chemie
- Sunderold († 891), Erzbischof von Mainz und Erzkanzler des Frankenreichs
- Sundesbeke, Hermann († 1476), Ratsherr der Hansestadt Lübeck
- Sundevall, Carl Jakob (1801–1875), schwedischer Zoologe
- Sundevall, Henrik Ludvig (1814–1884), schwedischer Marineoffizier
- Sundfør, Susanne (* 1986), norwegische Musikerin
- Sundgaard, Arnold (1909–2006), US-amerikanischer Dramatiker und Librettist
- Sundgaard, Kip (* 1956), US-amerikanischer Skispringer
- Sundgot, Arild (* 1978), norwegischer Fußballspieler
- Sundgren, Christian Fandango (* 1992), schwedischer Schauspieler
- Sundgren, Christoffer (* 1989), schwedischer Curler
- Sundgren, Gary (* 1967), schwedischer Fußballspieler
- Sundh, Jessika (* 1974), schwedische Fußballspielerin
- Sundh, Nils (1898–1969), schwedischer Skispringer
- Sundhage, Pia (* 1960), schwedische Fußballspielerin und -trainerinPia Sundhage (* 1960)

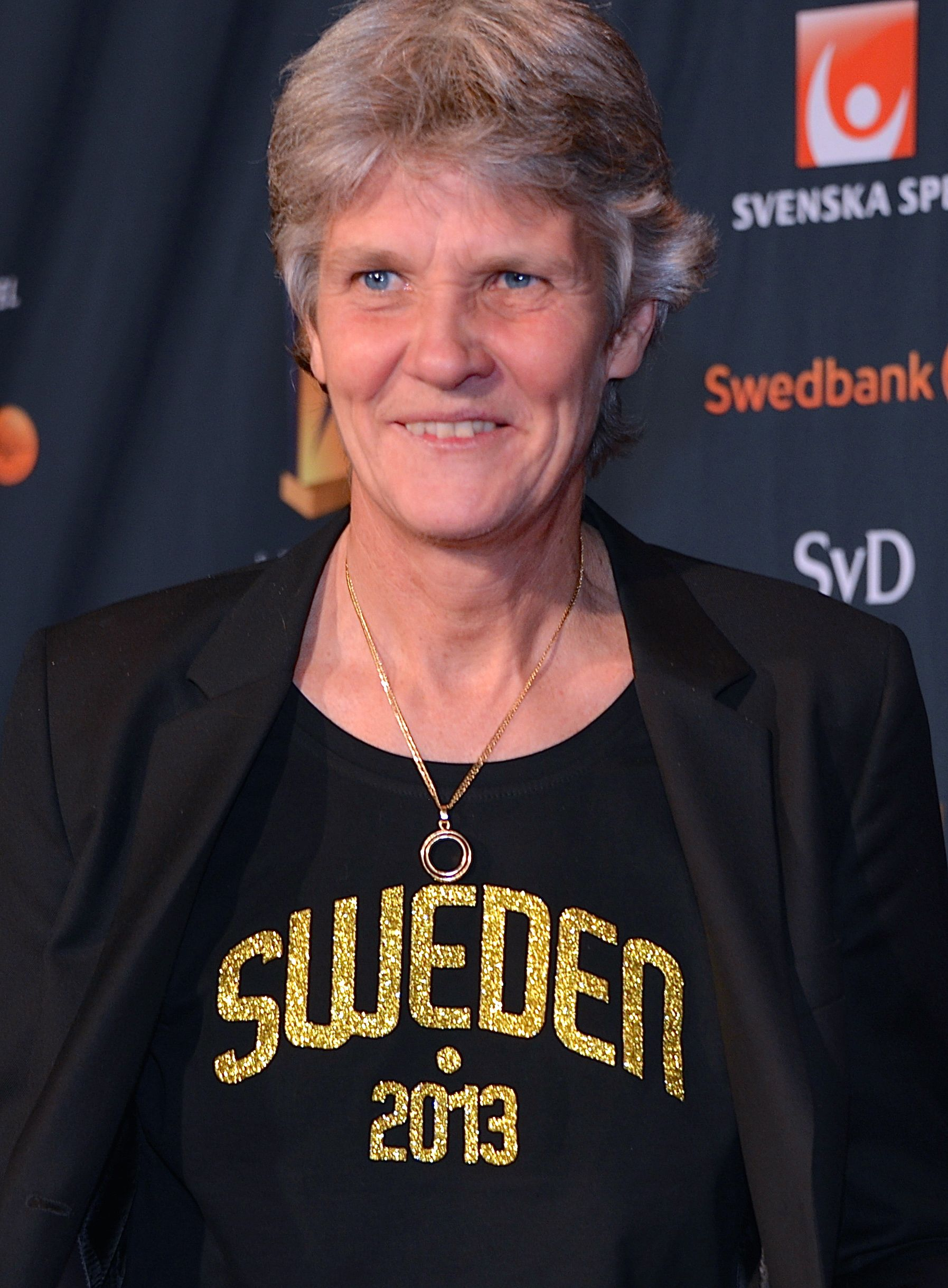
Pia Sundhage (* 1960)

- Sundhausen, Valentin von (1476–1551), deutscher Adliger
- Sundhaußen, Helmut (1935–2018), deutscher Bildhauer, Maler und Graphiker der Konkreten Kunst
- Sundhaussen, Holm (1942–2015), deutscher Südosteuropa-Historiker
- Sundheim, Paul (* 2001), deutscher Schauspieler
- Sundheim, Wilhelm (1840–1903), deutscher Unternehmer im spanischen Huelva
- Sundhoff, Edmund (1912–1998), deutscher Betriebswirt und Hochschullehrer
- Sundiata Keïta, König von Mali
- Sundin, Erik (* 1979), schwedischer Fußballspieler
- Sundin, Marika (* 1991), schwedische Skilangläuferin
- Sundin, Mats (* 1971), schwedischer Eishockeyspieler
- Sundin, Michael (1961–1989), britischer Tänzer, Musicaldarsteller, Fernseh- und Filmschauspieler, Fernsehmoderator und Trampolinsportler
- Sundin, Niklas (* 1974), schwedischer Gitarrist, Designer und TexterNiklas Sundin (* 1974)

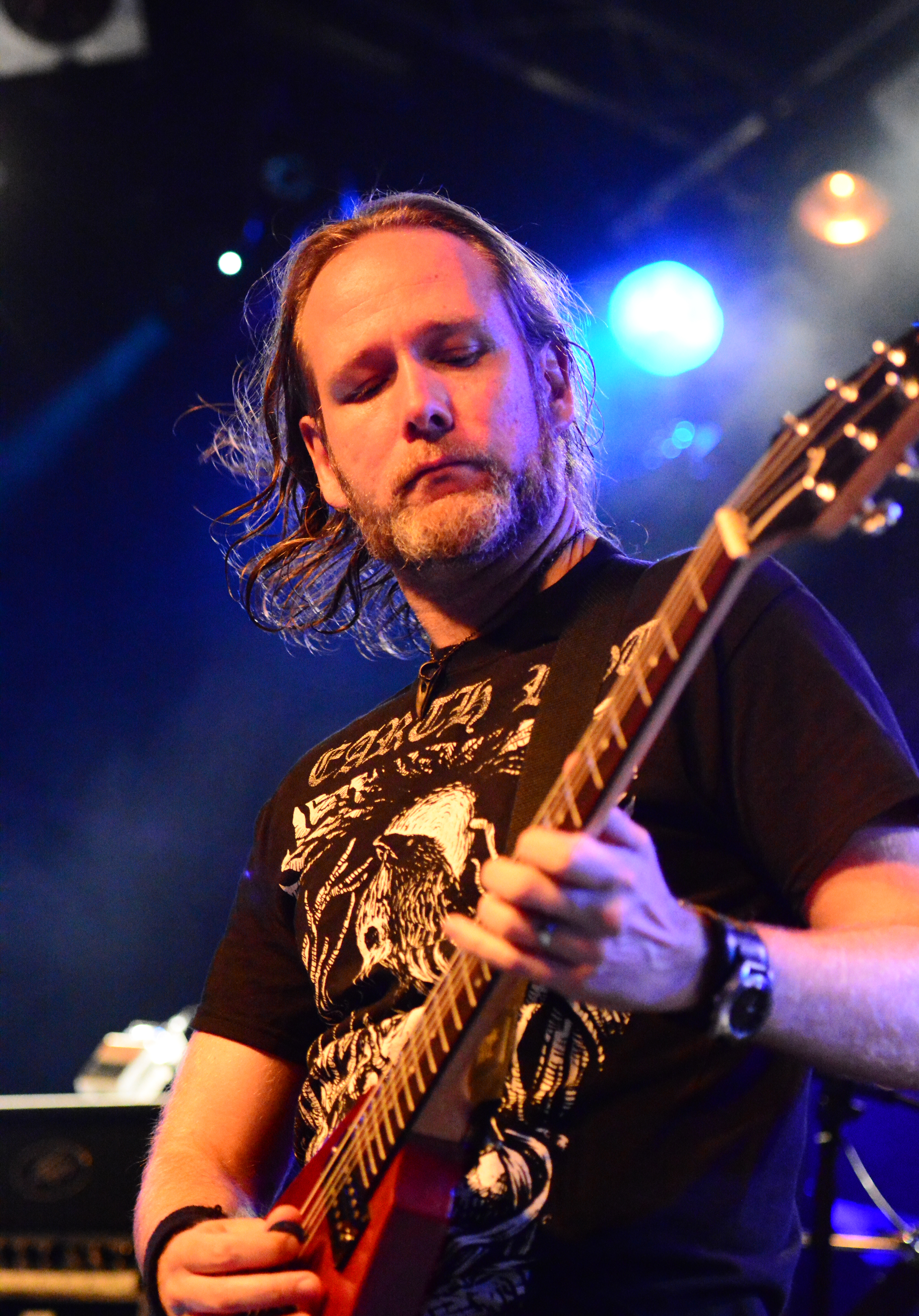
Niklas Sundin (* 1974)

- Sundin, Olle (* 1997), schwedischer Skirennläufer
- Sundin, Ronnie (* 1970), schwedischer Eishockeyspieler
- Sundkler, Bengt (1909–1995), schwedischer Missionar, Bischof und Religionswissenschaftler
- Sundkvist, Johan (1889–1977), schwedischer Langstreckenläufer
- Sundland, Dan Peter (* 1986), norwegischer Jazzmusiker (Bass)
- Sundling, Elsa (1902–1964), schwedische Architektin
- Sundling, J. T. (* 1991), US-amerikanischer Tennisspieler
- Sundling, Jonna (* 1994), schwedische Skilangläuferin
- Sundlöv, Michael (* 1965), schwedischer Eishockeytorwart
- Sundlun, Bruce (1920–2011), US-amerikanischer Politiker
- Sundmacher, Kai (* 1965), deutscher Verfahrenstechniker
- Sundmacher, Karl-Heinz (* 1949), deutscher Zahnarzt
- Sundmacher, Rainer (* 1943), deutscher Augenarzt
- Sundman, Gunnar (1893–1946), schwedischer Schwimmer
- Sundman, Karl (1873–1949), finnischer Mathematiker
- Sundman, Per Olof (1922–1992), schwedischer Schriftsteller und Politiker, Mitglied des Riksdag
- Sundnes, Trine Lise (* 1970), norwegische Gewerkschafterin und Politikerin der sozialdemokratischen Arbeiderpartiet (Ap)
- Šundov, Kristina (* 1986), kroatische Fußballspielerin
- Sundquist, Bjørn (* 1948), norwegischer SchauspielerBjørn Sundquist (* 1948)

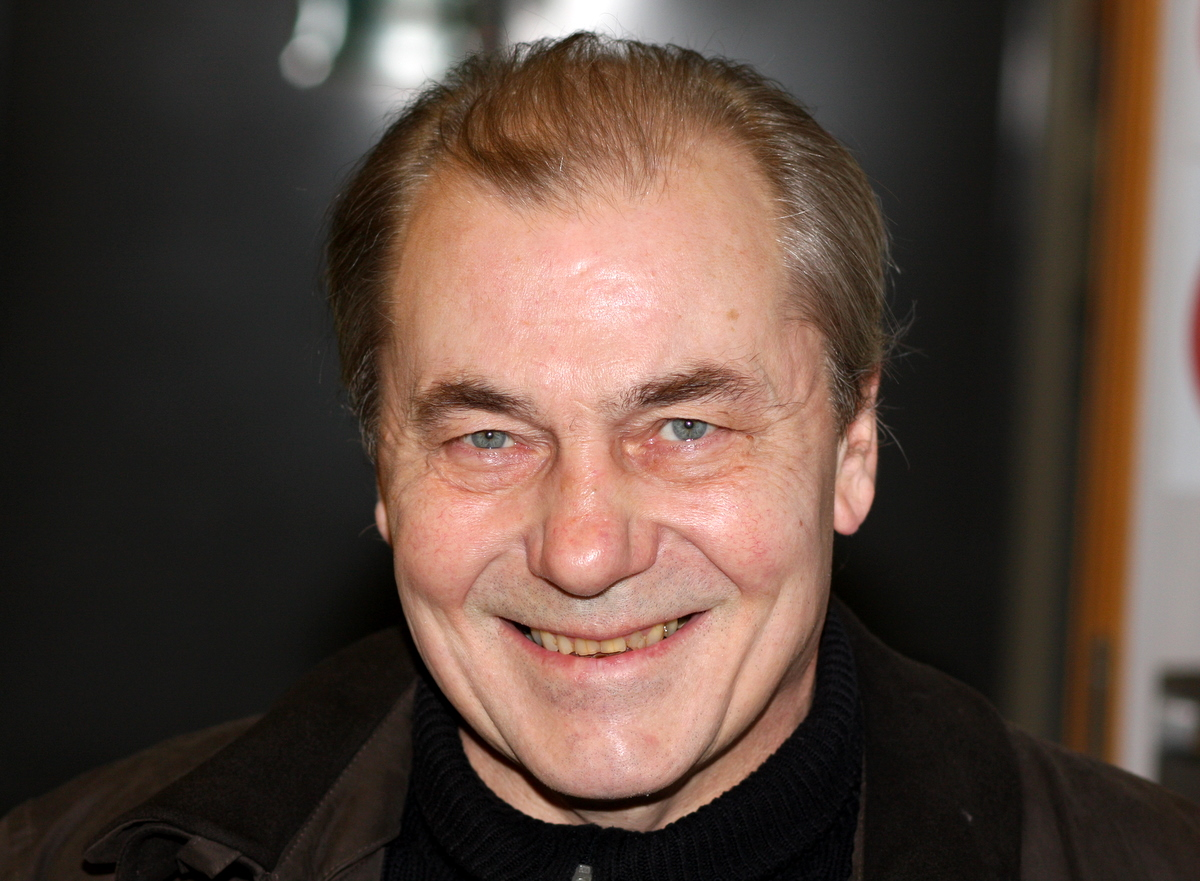
Bjørn Sundquist (* 1948)

- Sundquist, Carl (* 1964), US-amerikanischer Radrennfahrer
- Sundquist, Don (1936–2023), US-amerikanischer Politiker
- Sundquist, Folke (1925–2009), schwedischer Schauspieler
- Sundquist, Håkan Axlander (* 1965), schwedischer Musiker und Romanautor
- Sundquist, James L. (1915–2016), US-amerikanischer Politikwissenschafter
- Sundquist, Wesley I. (* 1959), US-amerikanischer Biochemiker
- Sundqvist, Gösta (1957–2003), finnischer Musiker
- Sundqvist, Jörgen (* 1962), schwedischer Skirennläufer
- Sundqvist, Jörgen (* 1982), schwedischer Eishockeyspieler
- Sundqvist, Karl (* 1962), schwedischer Kanute
- Sundqvist, Oskar (* 1994), schwedischer Eishockeyspieler
- Sundqvist, Stig (1922–2011), schwedischer Fußballnationalspieler
- Sundrum, Raman (* 1964), indisch-US-amerikanischer theoretischer Physiker
- Sundsbø, Sølve (* 1970), norwegischer Modefotograf und Filmschaffender
- Sundsbø, Svein (* 1943), norwegischer Politiker (Senterpartiet) und Manager
- Sundstedt, Pia (* 1975), finnische Radrennfahrerin, Skilangläuferin und Sportliche Leiterin
- Sundstedt, Rasmus (* 1989), schwedischer Unihockeyspieler
- Sundstein, Jógvan (1933–2024), färöischer Politiker der Volkspartei (Fólkaflokkurin)
- Sundstein, Johan (* 1993), professioneller dänisch-färoischer E-SportlerJohan Sundstein (* 1993)

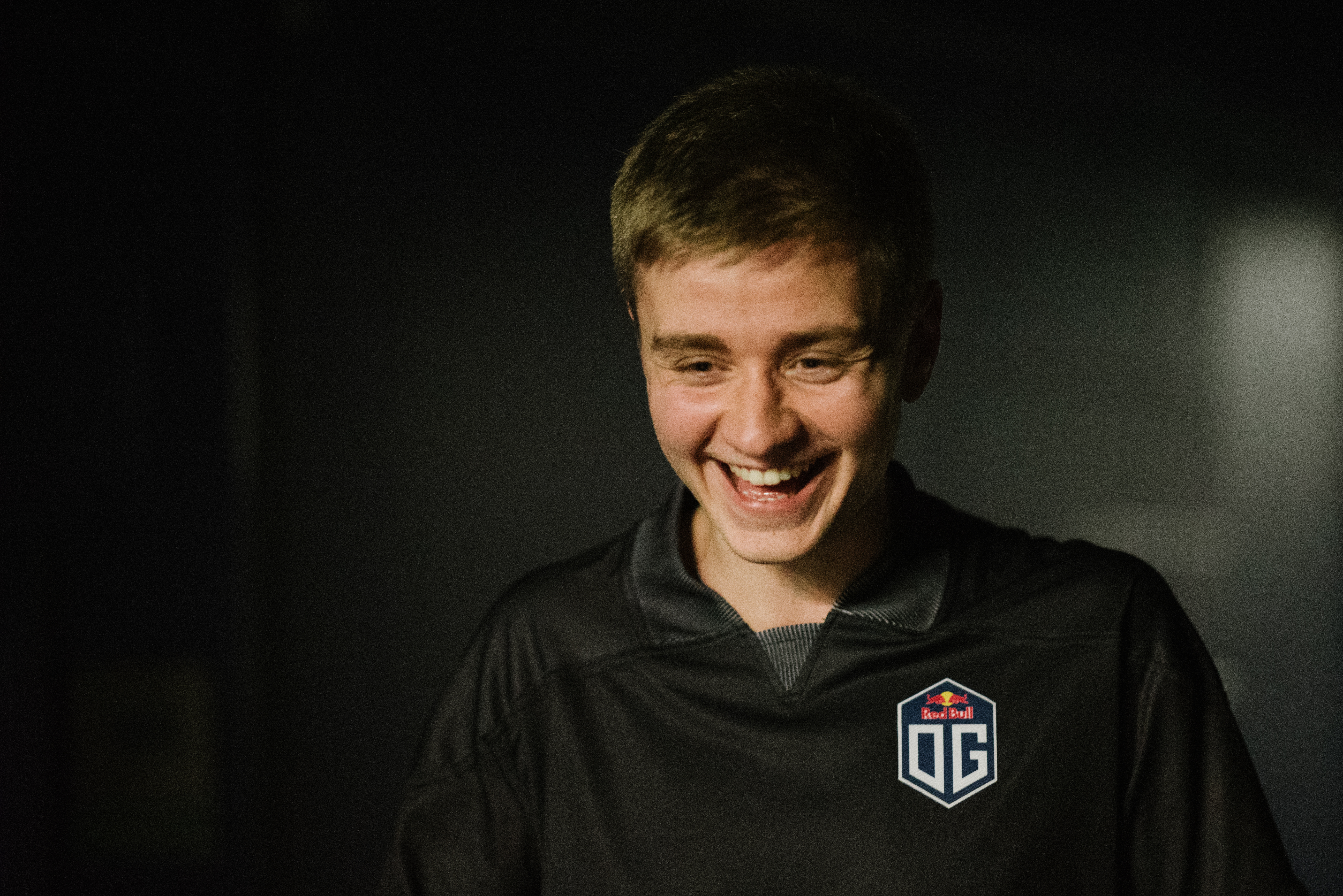
Johan Sundstein (* 1993)

- Sundstøl, Vidar (* 1963), norwegischer Schriftsteller
- Sundström, Anna (1785–1871), schwedische Haushälterin und Assistentin von Jöns Jakob Berzelius
- Sundström, Bert (* 1959), schwedischer Journalist
- Sundström, Carl-Johan (1902–1959), finnischer Diplomat und Politiker, Mitglied des Reichstags
- Sundstrom, Cedric, südafrikanischer Filmregisseur
- Sundstrom, Frank (1901–1980), US-amerikanischer Politiker
- Sundström, Gun-Britt (* 1945), schwedische Schriftstellerin, Übersetzerin und Literaturkritikerin
- Sundström, Henrik (* 1964), schwedischer Tennisspieler
- Sundström, Holger (1925–2023), schwedischer Segler
- Sundström, Joakim (* 1965), schwedischer Toningenieur beim Film
- Sundström, Johan (* 1992), schwedischer Eishockeyspieler
- Sundström, Josefine (* 1976), schwedische Fernsehmoderatorin und Schriftstellerin
- Sundström, Melitta (1963–1993), deutscher Unterhaltungskünstler
- Sundström, Niklas (* 1975), schwedischer Eishockeyspieler, -trainer und -scout
- Sundström, Olie (* 1968), schwedischer Eishockeytorwart
- Sundström, Pär (* 1981), schwedischer Musiker und ManagerPär Sundström (* 1981)

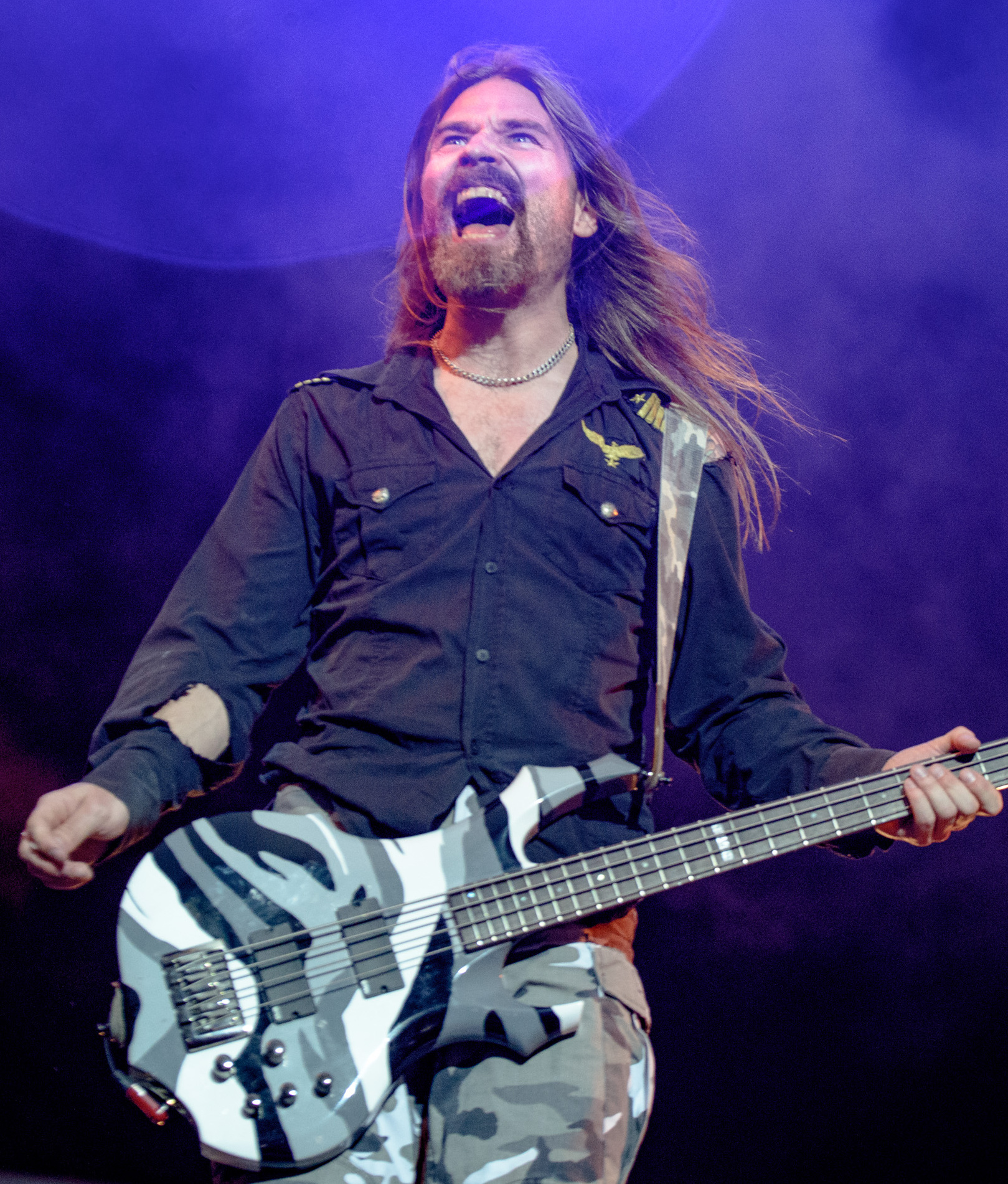
Pär Sundström (* 1981)

- Sundström, Patrik (* 1961), schwedischer Eishockeyspieler
- Sundström, Peter (* 1961), schwedischer Eishockeyspieler
- Sundström, Simon (* 1998), schwedischer Hindernisläufer
- Sundström, Stefan (* 1960), schwedischer Rockmusiker, Liedermacher und Schauspieler
- Sundt, Eilert (1817–1875), norwegischer Soziologe und Theologe
- Sundt, Elise (1928–2005), österreichische Architektin
- Sundt, Heinz (* 1947), österreichischer Manager
- Sundt-Hansen, Carl (1841–1907), norwegisch-dänischer Genremaler der Düsseldorfer Schule
- Sundtoft, Tine (* 1967), norwegische Politikerin
- Sundu, Mani (1902–1984), sierra-leonischer Führer der Kono
- Sundu, Paul (* 1973), papua-neuguineischer Geistlicher, römisch-katholischer Bischof von Kundiawa
- Sundus, Sklavin und Konkubine
- Sundvall, Kjell (* 1953), schwedischer Regisseur
- Sundwall, Johannes (1877–1966), finnischer Althistoriker und Klassischer Philologe
- Sundwall, Mina (* 2001), US-amerikanische SchauspielerinMina Sundwall (* 2001)

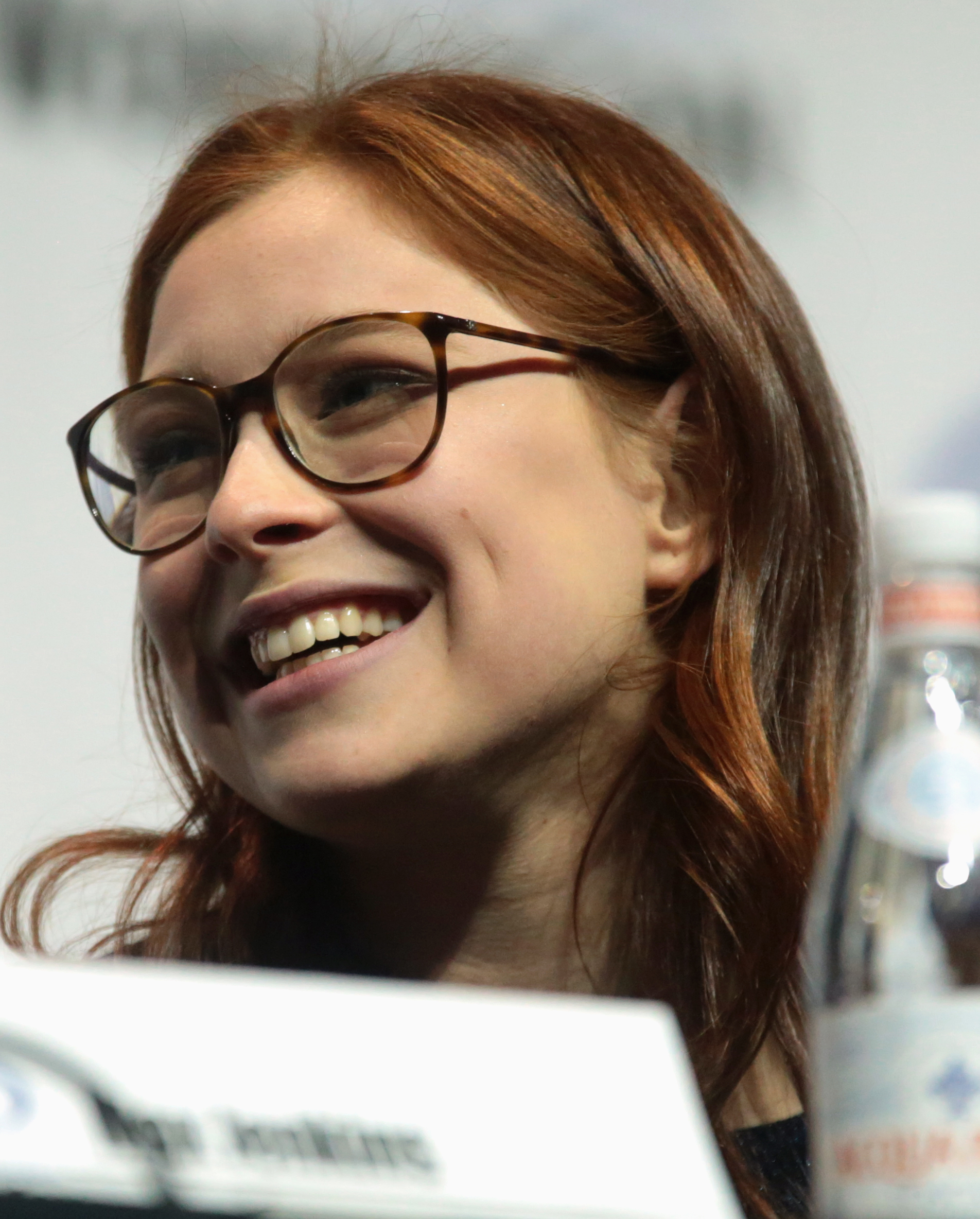
Mina Sundwall (* 2001)

### Sune
- Sune Folkesson († 1247), Sohn von Folke Birgersson
- Suñé Pascuet, Roser (* 1960), andorranische Politikerin
- Sune Sik, schwedischer Prinz aus dem Sverkergeschlecht (schwedisch: Sverkerska ätten)
- Suñé, Rubén (1947–2019), argentinischer Fußballspieler
- Sunesen, Anders († 1228), Bischof von Lund
- Sunesen, Gitte (* 1971), dänische Handballspielerin
- Suneson, Vic (1911–1975), schwedischer Kriminalschriftsteller
- Sunesson, Thomas (1959–2015), schwedischer Fußballspieler

### Sunf
- Sunfly, Pauline (* 1957), australische Künstlerin

### Sung
- Sung Woo-je (* 1992), südkoreanischer Eishockeyspieler
- Sung Yu-chi (* 1982), taiwanischer Taekwondoin
- Sung, Deok-hyo (* 1979), südkoreanischer Fußballschiedsrichter
- Sung, Dong-il (* 1967), südkoreanischer Schauspieler
- Sung, Han-kuk (* 1963), südkoreanischer Badmintonspieler und -trainer
- Sung, Helen, US-amerikanische Jazz-Pianistin und Komponistin
- Sung, Ji-hyun (* 1991), südkoreanische Badmintonspielerin
- Sung, John (1901–1944), chinesischer Missionar
- Sung, Jung Mo (* 1957), koreanisch-brasilianischer Befreiungstheologe
- Sung, Nak-woon (1926–1997), südkoreanischer Fußballspieler
- Sung, Shi-yeon (* 1975), südkoreanische Dirigentin
- Sung, Si-bak (* 1987), südkoreanischer Shorttracker
- Sung, Steve (* 1985), amerikanisch-südkoreanischer Pokerspieler
- Sung, Suk-je (* 1960), südkoreanischer Schriftsteller
- Sung, Yueh-chun (* 1997), taiwanischer Sprinter
- Sungaila, Jonas Klemensas (1948–2022), litauischer Politiker und Bürgermeister
- Sungar, Taygun (* 1989), türkischer Schauspieler
- Sungatulin, Fanil Ramajewitsch (* 2001), russischer Fußballspieler
- Sungngoen, Kanjana (* 1986), thailändische Fußballspielerin
- Sungur, Ahu (* 1981), türkische Schauspielerin
- Sungur, Zati (1898–1984), türkischer Illusionist
- Sungurlu, Mahmut Oltan (* 1936), türkischer Politiker
- Sunguroğlu, Tuğba (* 1999), türkische Schauspielerin
- Sungurow, Nikolai Petrowitsch (* 1805), russischer Leiter einer Geheimgesellschaft in Moskau

### Suni
- Suni, Tuomo (* 1977), finnischer Violinist
- Sunia, Fofó Iosefa Fiti (* 1937), US-amerikanischer Politiker
- Sunia, Tauese (1941–2003), US-amerikanischer Politiker
- Suniar, Leane (1948–2021), indonesische Bogenschützin
- Sunifred I. († 848), Graf von Barcelona
- Sunifred II. († 948), Graf von Urgell
- Sunifred II. († 966), Graf von Cerdanya, Conflent und Besalú
- Sunil, Arathi Sara (* 1994), indische Badmintonspielerin
- Sunila, Juho (1875–1936), finnischer Politiker, Mitglied des Reichstags und Ministerpräsident
- Sunin, Pjotr Michailowitsch (1958–2025), sowjetischer Skispringer
- Suninen, Teemu (* 1994), finnischer Rallye-Fahrer
- Sunisa Srangthaisong (* 1988), thailändische Fußballnationalspielerin
- Suniti Devi (1864–1932), Maharani von Cooch Behar
- Sunitsch, Nicole (* 1979), österreichische Politikerin (FPÖ), Mitglied des Nationalrats

### Sunj
- Sunjata, Daniel (* 1971), US-amerikanischer Schauspieler
- Šunjić, Ivan (* 1996), kroatischer Fußballspieler
- Šunjić, Jelena (* 1994), kroatische Volleyballspielerin
- Šunjić, Mate (* 1987), kroatischer Handballtorwart
- Šunjić, Melita (* 1955), österreichische Publizistin und ehemalige Pressesprecherin des UNHCR
- Šunjić, Toni (* 1988), bosnisch-herzegowinischer Fußballspieler
- Sunjo (1790–1834), 23. König der Joseon-Dynastie in Korea
- Sunjong (1047–1083), 12. König des Goryeo-Reiches und der Goryeo-Dynastie
- Sunjong (1874–1926), letzter Monarch der Joseon-Dynastie und letzter Kaiser des koreanischen KaiserreichesSunjong (1874–1926)

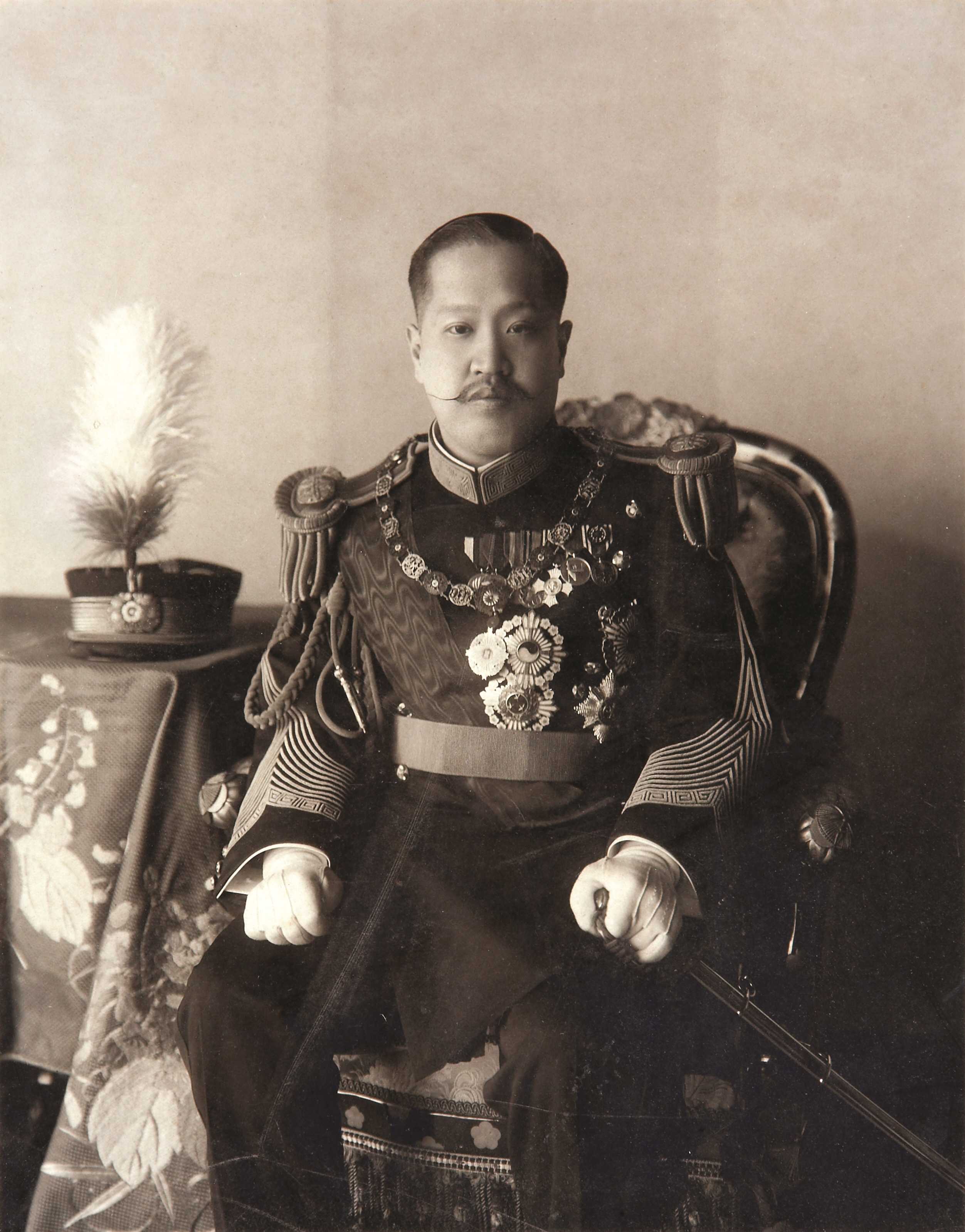
Sunjong (1874–1926)

### Sunk
- Sunk, Katharina (* 1990), österreichische Fernsehmoderatorin
- Sünkel, Anna (* 1992), deutsche Kostümbildnerin
- Sunkel, Carl (1809–1864), deutscher Kaufmann, Mitglied der kurhessischen Ständeversammlung
- Sunkel, Edwin (1854–1931), preußischer General der Infanterie
- Sünkel, Hans (* 1948), österreichischer Geodät und Hochschulprofessor
- Sunkel, Phil (1925–2023), US-amerikanischer Jazz-Trompeter und Arrangeur
- Sunkel, Reinhard (1900–1945), deutscher Politiker (NSDAP), MdL
- Sünkel, Steffen (* 1981), deutscher Dramaturg
- Sunkel, Wilhelm, deutscher Architekt
- Sünkel, Wilhelm (1894–1977), deutscher Lehrer und Bürgermeister von Detmold
- Sünkel, Wolfgang (1934–2011), deutscher Erziehungswissenschaftler
- Sünkenberg, Karl-Heinz, Geschäftsführer, Senderchef und Moderator beim niedersächsischen Regionalfernsehsender Friesischer Rundfunk (FRF)
- Sünker, Heinz (* 1948), deutscher Sozialpädagoge
- Sunkist, Cherry (* 1981), österreichische Musikerin

### Sunm
- Sunmi (* 1992), südkoreanische PopsängerinSunmi (* 1992)

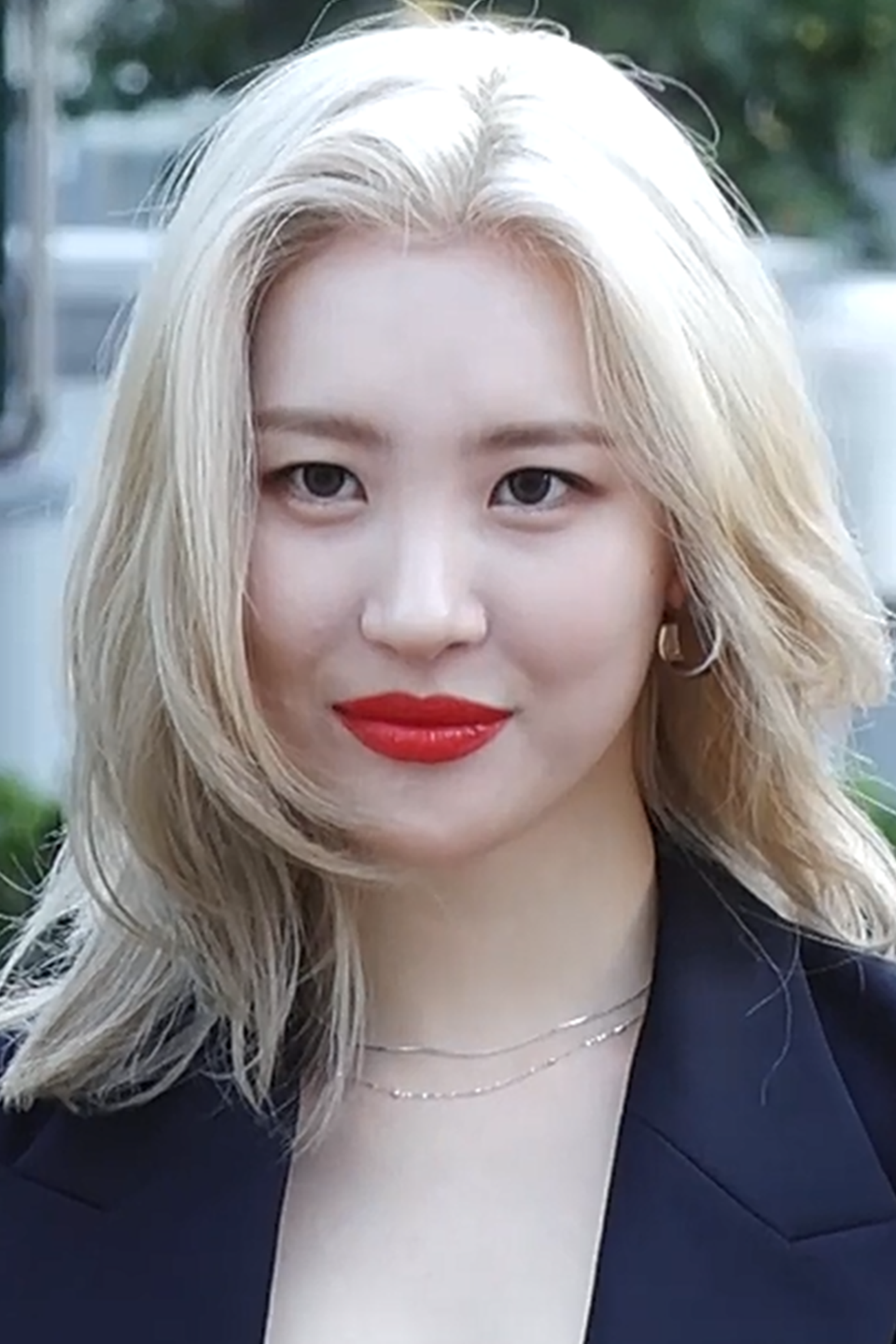
Sunmi (* 1992)

### Sunn
- Sunna, angelsächsischer Stammesfürst
- Sunna Gunnlaugs (* 1970), isländische Jazzmusikerin
- Sunna Jónsdóttir (* 1989), isländische Handballspielerin
- Sunneborn, Mattias (* 1970), schwedischer Weitspringer
- Sunnefeldt, Oskar (* 1998), schwedischer Handballspieler
- Sunnegårdh, Erika (* 1966), schwedische Opernsängerin des Stimmfaches Hochdramatischer Sopran
- Sünnenwold, Peter (* 1942), deutscher Politiker (CDU), Stadtpräsident in der Hansestadt Lübeck
- Sünner, Llaura I. (* 1959), deutsche bildende Künstlerin, Grafikerin und Goldschmiedin
- Sünner, Rüdiger (* 1953), deutscher Buchautor und Dokumentarfilmer
- Sunniva von Selje, Schutzheilige der norwegischen Diözese Bjørgvin und von ganz Westnorwegen
- Sunno, fränkischer Heerführer
- Sunnoveus, Bischof von Köln
- Sunnqvist, Ragnar (1908–1954), schwedischer Motorradrennfahrer
- Sunnucks, Anne (1927–2014), britische Schachspielerin
- Sunny (* 1989), südkoreanische SängerinSunny (* 1989)

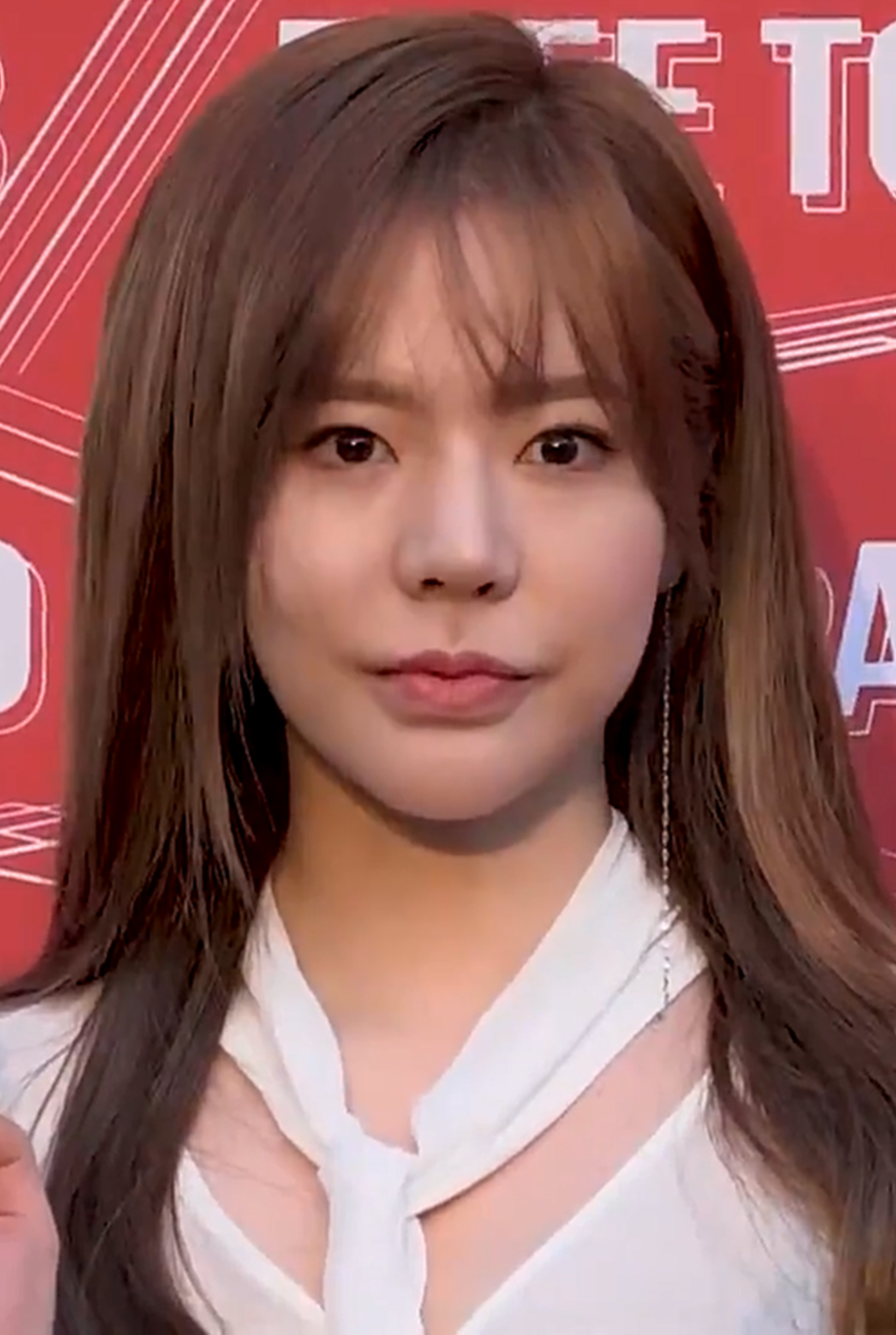
Sunny (* 1989)

- Sunny Lax (* 1986), ungarischer Trance-DJ und -Produzent
- Sunny, Hassan (* 1984), singapurischer Fußballspieler
- Sunny, Tehmina (* 1980), britische Schauspielerin
- Sunnyland Slim (1907–1995), US-amerikanischer Blues-Pianist

### Suno
- Sunohara, Vicky (* 1970), kanadische Eishockeyspielerin und -trainerin
- Suñol i Pla, Cèlia (1899–1986), katalanische Schriftstellerin

### Suns
- Sunshine Sue (1915–1979), US-amerikanische Country-Musikern und Radiomoderatorin
- Sunshine, Ava (* 2002), US-amerikanische Skirennläuferin
- Sunshine, Avery (* 1975), US-amerikanische R&B-Musikerin
- Sunshine, Caroline (* 1995), US-amerikanische Schauspielerin
- Sunshine, Marion (1894–1963), US-amerikanische Schauspielerin, Songwriterin und Komponistin
- Sunshine, Monty (1928–2010), britischer Jazz-Klarinettist
- Sunshu Ao, chinesischer Politiker und Wasserbauingenieur
- Sunsing, William (* 1977), costa-ricanischer Fußballspieler
- Sunstein, Cass (* 1954), US-amerikanischer Rechtswissenschaftler und ÖkonomCass Sunstein (* 1954)

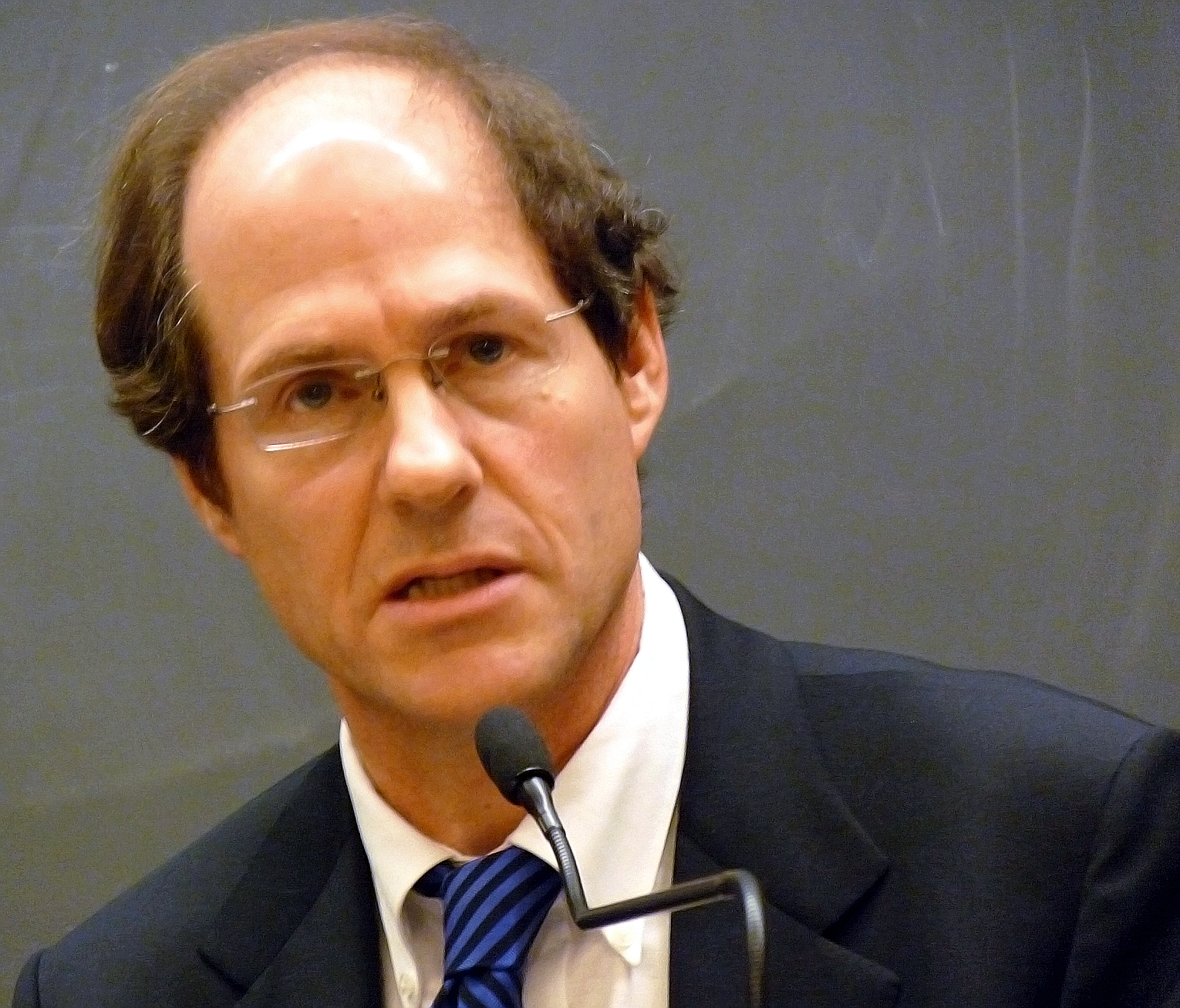
Cass Sunstein (* 1954)

- Sunstenau von Schützenthal, Friedrich (1807–1848), österreichischer Offizier

### Sunt
- Suntaque, Andréia (* 1977), brasilianische Fußballspielerin
- Suntele, Inkululeko (1994–2017), lesothischer Boxer
- Sunthaym, Ladislaus, deutscher Historiker, Genealoge, Geograph und Geistlicher
- Suntheim, Friedrich (1849–1927), deutscher Reichsgerichtsrat
- Sunthon Phu (1786–1855), thailändischer Dichter
- Sunthonthuam, Phitchaya (* 1999), thailändischer Leichtathlet
- Sunthorn Hongladarom (1912–2005), thailändischer Diplomat und Politiker
- Sunthorn Kongsompong (1931–1999), thailändischer General
- Suntinger, Peter (* 1965), österreichischer Politiker (FPK), Landtagsabgeordneter
- Suntiparp Boonkilang (* 1994), thailändischer Fußballspieler
- Suntola, Tuomo (* 1943), finnischer Physiker
- Suntum, Ulrich van (* 1954), deutscher Volkswirt
- Suntzeff, Nicholas B. (* 1952), US-amerikanischer Physiker

### Sunu
- Sunu, Gilles (* 1991), französischer Fußballspieler
- Sununu, Chris (* 1974), US-amerikanischer Politiker der Republikanischen Partei
- Sununu, John E. (* 1964), US-amerikanischer Politiker
- Sununu, John H. (* 1939), US-amerikanischer PolitikerJohn H. Sununu (* 1939)

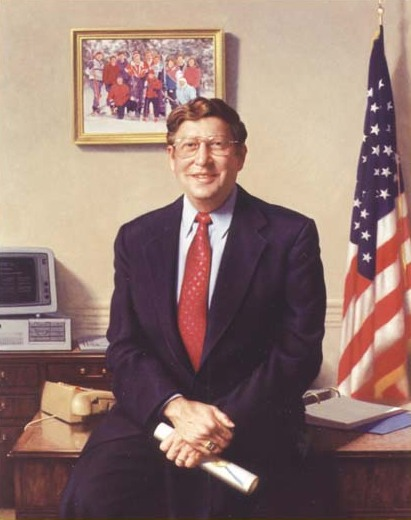
John H. Sununu (* 1939)

### Sunw
- Sunwon (1789–1857), Frau von König Sunjo von Joseon
- Sunwoo, Yekwon (* 1989), südkoreanischer Pianist

### Suny
- Sunyaev, Ali (* 1981), russischer Informatiker
- Sunyaev, Rashid (* 1943), russischer Astrophysiker
- Sunyar, Andrew (1920–1986), US-amerikanischer Physiker
- Sunye Neto, Jaime (* 1957), brasilianischer Schachspieler
- Sunyé, Gilbert Saboya (* 1966), andorranischer Ökonom und Politiker
- Sunyer i Balaguer, Ferran (1912–1967), spanischer Mathematiker
- Sunyer I. († 954), Graf von Barcelona, Girona, Urgell und Osona
- Sunyer II. († 915), Graf von Empúries und Graf von Roussillon
- Sunyer, Joaquim (1874–1956), spanischer Kunstmaler
- Sunyol i Baulenes, Gregori Maria (1879–1946), katalanischer Musikwissenschaftler, Spezialist für Gregorianischen Gesang und Benediktinermönch des Klosters Montserrat
- Sunyol, Josep (1898–1936), spanischer Herausgeber und Fußballfunktionär

### Sunz
- Sunzi, chinesischer General, Militärstratege und PhilosophSunzi

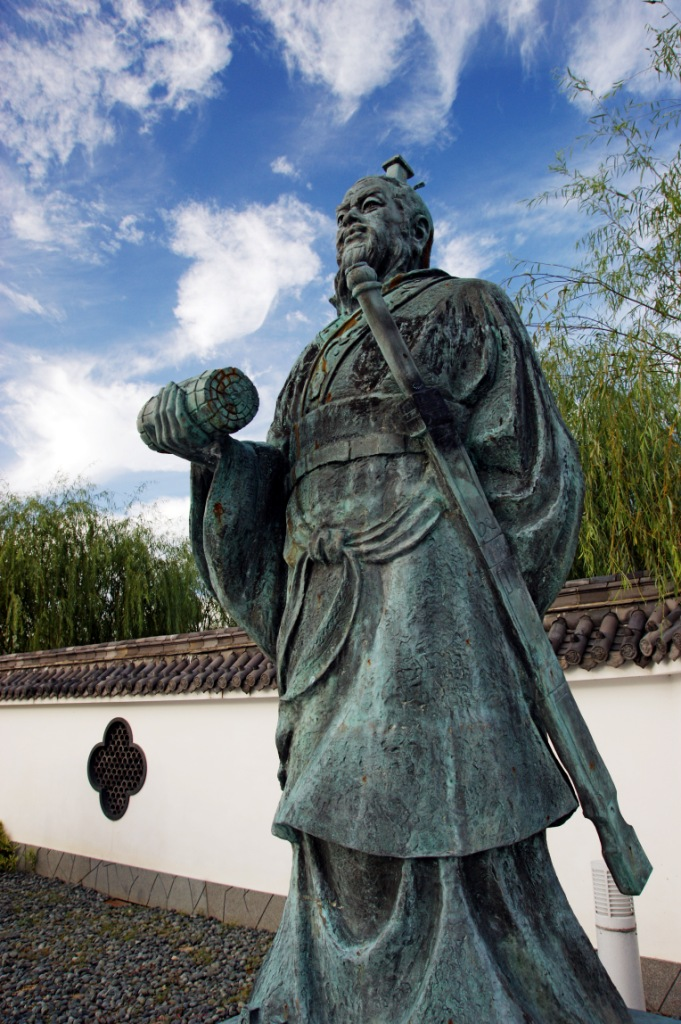
Sunzi

- Sunzu, Stoppila (* 1989), sambischer Fußballspieler